# Rotabili italiani
La seguente lista comprende mezzi di trazione e materiale rimorchiato che circola o ha circolato sulla rete ferroviaria italiana, sia nazionale (RFI) che privata o in concessione. L'elenco non è esaustivo e viene aggiornato ogni qualvolta vengono inserite nuove voci nell'enciclopedia.

## Locomotive a vapore

### A scartamento normale
Tra il XIX secolo e la prima metà del XX secolo in Italia il traffico ferroviario era affidato prevalentemente alle locomotive a vapore. Molte macchine acquisite dalle Ferrovie dello Stato Italiane in seguito alla statalizzazione delle reti ferroviarie precedenti, sono state rinominate secondo i criteri di denominazione delle FS.

#### Locomotive delle Ferrovie dello Stato

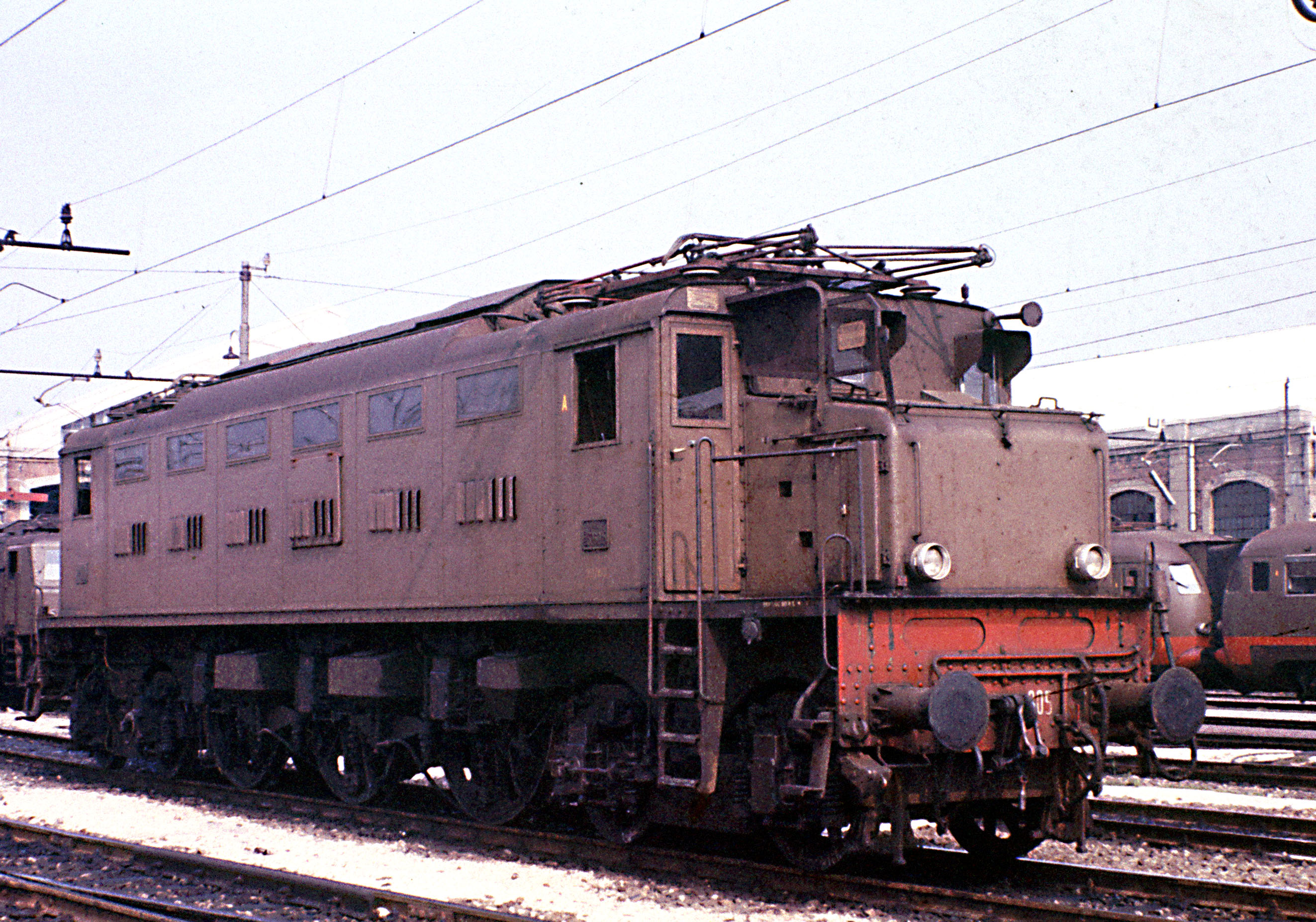
Locomotore E.326 n. 005 presso il Deposito Locomotive di Bologna Centrale - Anno 1980 circa

##### A tender separato
| Gruppo | Numerazione             | Numerazione                 | Origine                          | Anno                          | Rodiggio | Note                                            |
| Gruppo | fino al 1919            | dal 1919                    | Origine                          | Anno                          | Rodiggio | Note                                            |
| ------ | ----------------------- | --------------------------- | -------------------------------- | ----------------------------- | -------- | ----------------------------------------------- |
| 100    | 1001 ÷ 1012             |                             | RA 1, RM 7 ÷ 14                  | 1867-1868                     | 1A1      |                                                 |
| 102    | 1021 ÷ 1028             |                             | RA 3, RM 501 ÷ 518               | 1857-1858                     | 1A1      |                                                 |
| 103    | 1031 ÷ 1035             |                             | RM 519 ÷ 538                     | 1851-1864                     | 1A1      |                                                 |
| 110I   | 1101 ÷ 1105             |                             | RM 2421 ÷ 2426                   | 1863                          | B1       |                                                 |
| 110II  |                         | 110.001 ÷ 004               | CRFS 7 ÷ 10                      | 1871                          | B1       |                                                 |
| 111    | 1111 ÷ 1118             |                             | RM 2707 ÷ 2715                   | 1855-1860                     | B1       |                                                 |
| 112    | 1121 ÷ 1128             |                             | RM 2716 ÷ 2732                   | 1854-1860                     | B1       |                                                 |
| 113    | 1131 ÷ 1155             |                             | RM 2733 ÷ 2773                   | 1854-1869                     | B1       |                                                 |
| 114    |                         | 114.001 ÷ 002               | MÁV 239                          | 1872                          | 1B       |                                                 |
| 116    | 1161 ÷ 1165             |                             | RM 2780 ÷ 2785                   | 1860                          | B1       |                                                 |
| 117    | 1171 ÷ 1175             |                             | RM 2013 ÷ 2018                   | 1861                          | 1B       |                                                 |
| 118    | 1181 ÷ 1187             |                             | RM 2019 ÷ 2026                   | 1859-1865                     | 1B       |                                                 |
| 119I   | 1191 ÷ 1197 1198 ÷ 1199 |                             | RA 10 RM 2101 ÷ 2102             | ? 1859                        | 1B       | - fino al 1907 130                              |
| 119II  |                         | 119.001                     | MÁV 238                          | 1873                          | 1B       |                                                 |
| 120    | 1201 ÷ 1346             | ?                           | RA 42, RM 2053 ÷ 2100, RS 1 ÷ 28 | 1864-1875                     | 1B       |                                                 |
| 121    |                         | 121.001                     | kkStB 23                         | 1872                          | 1B       |                                                 |
| 122    |                         | 122.001 ÷ 032               | SB 18                            | 1869-1873                     | 1B       |                                                 |
| 130    | 1301 ÷ 1302             |                             | RM 2101 ÷ 2102                   | 1859                          | 1B       | dal 1907 119I                                   |
| 131    | 1311 ÷ 1337             |                             | RA 40, RM 2028 ÷ 2052            | 1861-1865                     | 1B       | dal 1907 136                                    |
| 135    | 1351 ÷ 1355             |                             | RM 2103 ÷ 2108                   | 1863                          | 1B       | dal 1907 139                                    |
| 136    | 1361 ÷ 1387             | ?                           | RA 40, RM 2028 ÷ 2052            | 1861-1865                     | 1B       | fino al 1907 131                                |
| 139    | 1391 ÷ 1395             |                             | RM 2103 ÷ 2108                   | 1863                          | 1B       | fino al 1907 135                                |
| 140    | 1401 ÷ 1470             | ?                           | RA 25, RM 2109 ÷ 2143            | 1865-1871                     | 1B       |                                                 |
| 150    | 1501 ÷ 1518             |                             | RM 2401 ÷ 2420                   | 1858-1859                     | 1B       |                                                 |
| 155    | 1551 ÷ 1580             | ?                           | RA 60                            | 1865, 1876-1877               | 1B       |                                                 |
| 158    | 1581 ÷ 1589             |                             | SV 1 ÷ 9                         | 1876-1877                     | 1B       |                                                 |
| 160    | 1601 ÷ 1607             |                             | RM 2427 ÷ 2434                   | 1863-1864                     | 1B       |                                                 |
| 161    | 1611 ÷ 1612             |                             | RM 2435 ÷ 2440                   | 1863-1864                     | 1B       |                                                 |
| 162    | 1621 ÷ 1624             |                             | RM 2441 ÷ 2444                   | 1863                          | 1B       |                                                 |
| 163    | 1631 ÷ 1633             |                             | RM 2445 ÷ 2448                   | 1862-1863                     | 1B       |                                                 |
| 164    | 1641 ÷ 1665             | ?                           | RA 100                           | 1872-1880                     | 1B       |                                                 |
| 167    | 1671 ÷ 1674             |                             | RM 2449-2452                     | 1862                          | 1B       |                                                 |
| 170    | 1701 ÷ 1773             | ?                           | RM 1501 ÷ 1573                   | 1873-1889                     | 1B       |                                                 |
| 180    | 1801 ÷ 1804             |                             | RM 2701 ÷ 2706                   | 1854                          | 1B       | fino al 1907 190I                               |
| 181I   | 1811 ÷ 1813             |                             | RM 2775 ÷ 2779                   | 1854                          | 1B       | fino al 1907 191                                |
| 181II  |                         | 181.001 ÷ 004               | CRFS 21 ÷ 24                     | ?                             | 1B       |                                                 |
| 182I   | 1821 ÷ 1823             |                             | RM 2786 ÷ 2789                   | 1858                          | 1B       | fino al 1907 192                                |
| 182II  |                         | 182.001 ÷ 006               | CRFS 25 ÷ 30                     | 1881-1883                     | C        |                                                 |
| 183    | 1831 ÷ 1840             |                             | RA 105                           | 1872                          | 1B       |                                                 |
| 185    | 1851 ÷ 1891             | ?                           | RA 310                           | 1864-1872                     | C        | fino al 1907 210                                |
| 186    |                         | 186.001 ÷ 010               | CRFS 31 ÷ 40                     | 1881-1883                     | C        |                                                 |
| 187    |                         | 187.001 ÷ 004               | MÁV 326                          | 1883-1896                     | C        |                                                 |
| 190I   | 1901 ÷ 1904             |                             | RM 2701 ÷ 2706                   | 1854                          | 1B       | dal 1907 180                                    |
| 190II  | 1901 ÷ 1997             | ?                           | RM 3701 ÷ 3720, RS 101 ÷ 167     | 1874-1884                     | C        | fino al 1907 200I                               |
| 191    | 1911 ÷ 1913             |                             | RM 2775 ÷ 2779                   | 1854                          | 1B       | dal 1907 181I                                   |
| 192    | 1921 ÷ 1923             |                             | RM 2786 ÷ 2789                   | 1858                          | 1B       | dal 1907 182I                                   |
| 193    |                         | 193.001 ÷ 026               | SB 29                            | 1862-1867                     | C        |                                                 |
| 194    |                         | 194.001 ÷ 003               | kkStB 34                         | 1868-1870                     | C        |                                                 |
| 195    |                         | 195.001 ÷ 005               | kkStB 35                         | 1869-1871                     | C        |                                                 |
| 196    |                         | 196.001                     | kkStB 135                        | 1872                          | C        |                                                 |
| 197    |                         | 197.001 ÷ 025               | SB 27                            | 1856-1857                     | C        |                                                 |
| 198    |                         | 198.001                     | kkStB 32                         | 1875                          | C        |                                                 |
| 200I   | 2001 ÷ 2097             |                             | RM 3701 ÷ 3720, RS 101 ÷ 167     | 1874-1884                     | C        | dal 1907 190II                                  |
| 200II  | 2001 ÷ 2056             | ?                           | RA 315, RA 320                   | 1861-1879                     | C        |                                                 |
| 201    |                         | 201.001                     | MÁV 326                          | 1884                          | C        |                                                 |
| 206    | 2061 ÷ 2124             | ?                           | RA 330                           | 1882-1890                     | C        |                                                 |
| 207    |                         | 207.001                     | BEB IIIa                         | 1888                          | C        |                                                 |
| 208    |                         | 208.001                     | ATE IIb                          | 1885                          | C        |                                                 |
| 209    |                         | 209.001                     | MÁV 340                          | 1877                          | C        |                                                 |
| 210    | 2101 ÷ 2141             |                             | RA 310                           | 1864-1872                     | C        | dal 1907 185                                    |
| 211    |                         | 211.001 ÷ 003               | MÁV 335                          | 1870-1878                     | C        |                                                 |
| 212    |                         | 212.001                     | MÁV 358                          | 1872                          | C        |                                                 |
| 215    | 2151 ÷ 2544             | ?                           | RA 390, RM 3201 ÷ 3519           | 1864-1892                     | C        |                                                 |
| 216    |                         | 216.001 ÷ 015               | CRFS 41 ÷ 55                     | 1900-1912                     | 1'C      |                                                 |
| 217    |                         | 217.001                     | kkStB 54                         | 1884                          | C        |                                                 |
| 218    |                         | 218.001                     | kkStB 53                         | 1895                          | C        |                                                 |
| 219    |                         | 219.001                     | kkStB 50                         | 1873                          | C        |                                                 |
| 220    | ?                       |                             | ?                                | ?                             | ?        |                                                 |
| 221    |                         | 221.001                     | kkStB 38                         | 1868                          | C        |                                                 |
| 222    |                         | 222.001 ÷ 010               | kkStB 47                         | 1867-1874                     | C        |                                                 |
| 223    |                         | 223.001 ÷ 002               | kkStB 48                         | 1885-1888                     | C        |                                                 |
| 224    |                         | 224.001                     | kkStB 115                        | 1895                          | C        |                                                 |
| 255    | 2551 ÷ 2556             | ?                           | RM 3761 ÷ 3766                   | 1886-1890                     | C        | fino al 1907 300                                |
| 260    | 2601 ÷ 2624             | ?                           | RM 3551 ÷ 3574                   | 1900                          | C        |                                                 |
| 261    |                         | 261.001 ÷ 018               | kkStB 56                         | 1889-1895                     | C        |                                                 |
| 262    |                         | 262.001 ÷ 002               | kkStB 55                         | 1889-1893                     | C        |                                                 |
| 265    | 2651 ÷ 2680             | ?                           | RM 3731 ÷ 3760                   | 1872-1879                     | C        |                                                 |
| 268    | 2681 ÷ 2690             | ?                           | RA 305                           | 1877-1879                     | C        |                                                 |
| 269    | 2691 ÷ 2696             | ?                           | RS 251 ÷ 256                     | 1883                          | C        |                                                 |
| 270    | 2701 ÷ 2830             | ?                           | RA 350                           | 1888-1891                     | C        |                                                 |
| 271    |                         | 271.001 ÷ 003               | KPEV G 3                         | 1890-1891                     | C        |                                                 |
| 272    |                         | 272.001 ÷ 010               | KPEV G 41, KPEV G 42             | 1891-1899                     | C        |                                                 |
| 290    | 2901 ÷ 29338            | ?                           | RA 350 bis                       | 1899-1913                     | C        |                                                 |
| 291    |                         | 291.001 ÷ 010               | SB 32b                           | 1878                          | C        |                                                 |
| 292    |                         | 292.001 ÷ 035               | SB 32c                           | 1884-1891                     | C        |                                                 |
| 293    |                         | 293.001 ÷ 006               | GWR 2301                         | 1885-1890                     | C        |                                                 |
| 300    | 3001 ÷ 3006             |                             | RM 3761 ÷ 3766                   | 1886-1890                     | C        | dal 1907 255                                    |
| 310    | 3101 ÷ 3169             | ?                           | RM 3801 ÷ 3869                   | 1894-1901                     | C        |                                                 |
| 320    | 3201 ÷ 3401             | ?                           | RM 3601 ÷ 3700                   | 1904-1908                     | C        |                                                 |
| 380    | 3801 ÷ 3850             | ?                           | MR 700                           | 1870-1874                     | C        |                                                 |
| 385    | 3851 ÷ 3870             | ?                           | FSO 1 ÷ 20                       | 1880-1895                     | C        |                                                 |
| 388    | 3881 ÷ 3883             | ?                           | FSO 25 ÷ 27                      | 1886-1901                     | C        |                                                 |
| 390    | 3901 ÷ 3909             | ?                           | RM 3901 ÷ 3909                   | 1862                          | C        |                                                 |
| 391    | 3911 ÷ 3938             | ?                           | RM 3910 ÷ 3937                   | 1863-1875                     | C        |                                                 |
| 394    | 3941 ÷ 3944             |                             | RM 3938 ÷ 3941                   | 1858-1861                     | C        |                                                 |
| 395    | 3951 ÷ 3955             |                             | RA 300                           | 1857-1858                     | C        |                                                 |
| 396    | 3961 ÷ 3965             |                             | RM 3942 ÷ 3947                   | 1860                          | C        |                                                 |
| 397    | 3971 ÷ 3973             |                             | RM 3948 ÷ 3951                   | 1859                          | C        |                                                 |
| 400    | 4001 ÷ 4020             |                             | RM 4001 ÷ 4020                   | 1861-1871                     | D        |                                                 |
| 410    | 4101 ÷ 4125             | ?                           | RS 301 ÷ 325                     | 1892-1901                     | D        |                                                 |
| 420    | 4201 ÷ 4493             | ?                           | RA 480, RM 4201 ÷ 4456           | 1873-1905                     | D        |                                                 |
| 421    |                         | 421.001 ÷ 049               | KPEV G 71, KPEV G 72             | 1896-1916                     | D        |                                                 |
| 422    |                         | 422.001 ÷ 023               | KPEV G 8                         | 1896-1913                     | D        |                                                 |
| 423    |                         | 423.001 ÷ 021               | SB 35d                           | 1883-1894                     | D        |                                                 |
| 424    |                         | 424.001 ÷ 025               | kkStB 73                         | 1885-1909                     | D        |                                                 |
| 425    |                         | 425.001                     | kkStB 274                        | 1916                          | D        |                                                 |
| 450    | 4501 ÷ 4508             | ?                           | RA 450                           | 1883                          | D        |                                                 |
| 451    | 4511 ÷ 4582             | ?                           | RA 450 bis                       | 1887-1890                     | D        |                                                 |
| 452    |                         | 452.001 ÷ 020               | SB 35a                           | 1871-1872                     | D        |                                                 |
| 453    |                         | 453.001 ÷ 008               | SB 35b                           | 1872-1873                     | D        |                                                 |
| 454    |                         | 454.001 ÷ 002               | SB 35c                           | 1872                          | D        |                                                 |
| 455    |                         | 455.001 ÷ 009               | SB 34                            | 1867                          | D        |                                                 |
| 460    |                         | 460.001 ÷ 045               | KPEV G 81                        | 1913-1918                     | D        |                                                 |
| 470    | 4701 ÷ 47143            | ?                           |                                  | 1907-1911                     | E        |                                                 |
| 471    |                         | 471.002 ÷ 142               |                                  | 1918-1929                     | E        | trasformazione dal gruppo 470                   |
| 471    | 471.201 ÷ 343           |                             | 1918-1954                        | fino al 1929 472              | E        |                                                 |
| 472    |                         | 472.001 ÷ 143               |                                  | 1918-1929                     | E        | trasformazione dal gruppo 470, dal 1929 471.200 |
| 473    |                         | 473.001 ÷ 009               | KPEV G 10                        | 1914-1918                     | E        |                                                 |
| 474    |                         | 474.001                     | Sächs. XI HV                     | 1918                          | E        |                                                 |
| 475    |                         | 475.001 ÷ 029               | kkStB 80.1-36, 80.100-203        | 1909-1915                     | E        |                                                 |
| 476    |                         | 476.001 ÷ 072               | kkStB 80.900, SB 80.31-38        | 1913-1918                     | E        |                                                 |
| 477    |                         | 477.001 ÷ 077               | kkStB 180, SB 180                | 1902-1908                     | E        |                                                 |
| 478    |                         | 478.001 ÷ 005               | SB 280                           | 1908-1911                     | 1'E      |                                                 |
| 479    |                         | 479.001 ÷ 009               | kkStB 380                        | 1909-1912                     | 1'E      |                                                 |
| 480    |                         | 480.001 ÷ 018               |                                  | 1923                          | 1'E      |                                                 |
| 482    |                         | 482.001 ÷ 010               | SB 580                           | 1913-1918                     | 1'E      |                                                 |
| 499I   | 4991 ÷ 4996             |                             | RM 2001 ÷ 2012                   | 1853-1860                     | 2'B      |                                                 |
| 499II  |                         | 499.001                     | CFR 486                          | 1893                          | 1B1      |                                                 |
| 500    | 5001 ÷ 5018             | ?                           | RS 51 ÷ 68                       | 1888-1895                     | 2'B      |                                                 |
| 510    | 5101 ÷ 5242             | ?                           | RM 1101 ÷ 1142                   | 1878-1895                     | 2'B      |                                                 |
| 512    |                         | 512.001 ÷ 020               | SB 19                            | 1870-1873                     | 2'B      |                                                 |
| 513    |                         | 513.001 ÷ 007               | SB 16b                           | 1885-1888                     | 2'B      |                                                 |
| 530    | 5301 ÷ 5372             | ?                           | RA 150                           | 1881-1886                     | 2'B      | fino al 1907 540I                               |
| 540I   | 5401 ÷ 5472             |                             | RA 150                           | 1881-1886                     | 2'B      | dal 1907 530                                    |
| 540II  | 5401 ÷ 5418             | ?                           | RA 170                           | 1882-1883                     | 2'B      |                                                 |
| 542    |                         | 542.001 ÷ 006               | SB 17b                           | 1884-1889                     | 2'B      |                                                 |
| 543    |                         | 543.001 ÷ 012               | kkStB 4                          | 1886-1887                     | 2'B      |                                                 |
| 545    | 5451 ÷ 5496             | ?                           | RA 180 (1801 ÷ 1846)             | 1887-1891                     | 2'B      |                                                 |
| 550    | 5501 ÷ 5518             | ?                           | RA 180 (1847 ÷ 1864)             | 1896-1898                     | 2'B      |                                                 |
| 552    | 5521 ÷ 5556             | ?                           | RA 180 bis (1865 ÷ 1900)         | 1890-1901                     | 2'B      |                                                 |
| 553    |                         | 553.001 ÷ 002               | KPEV S 6                         | 1908-1913                     | 2'B      |                                                 |
| 554    |                         | 554.001                     | kkStB 106                        | 1902                          | 2'B      |                                                 |
| 555    |                         | 555.001 ÷ 015               | kkStB 206                        | 1905-1908                     | 2'B      |                                                 |
| 556    |                         | 556.001                     | MÁV 220                          | 1896                          | 2'B      |                                                 |
| 560    | 5601 ÷ 5631             | ?                           | RM 1701 ÷ 1731                   | 1889-1900                     | 2'B      |                                                 |
| 600    | 6001 ÷ 6248             | ?                           | RA 380, SIFV 21 ÷ 22             | 1904-1908                     | 1'C      |                                                 |
| 601    |                         | 601.168                     |                                  | 1927                          | 1'C      | trasformazione dal gruppo 600                   |
| 603    |                         | 603.001 ÷ 022               | KPEV G 51, G 52, G 54            | 1898-1910                     | 1'C      |                                                 |
| 604    |                         | 604.001 ÷ 062               | kkStB 60, SB 60                  | 1895-1913                     | 1'C      |                                                 |
| 605    |                         | 605.001 ÷ 002               | kkStB 160                        | 1910                          | 1'C      |                                                 |
| 606    |                         | 606.001                     | kkStB 360                        | 1904                          | 1'C      |                                                 |
| 607    |                         | 607.001 ÷ 003               | kkStB 560                        | 1900-1906                     | 1'C      |                                                 |
| 623    |                         | 623.001 ÷ 186 623.317 ÷ 483 |                                  | 1952-1953                     | 1'C      | trasformazione dal gruppo 625                   |
| 625    |                         | 625.001 ÷ 188               |                                  | 1910-1923                     | 1'C      |                                                 |
| 625    | 625.301 ÷ 548           |                             | 1929-1933                        | trasformazione dal gruppo 600 | 1'C      |                                                 |
| 626    |                         | 626.001 ÷ 009               | KPEV P 6                         | 1906-1909                     | 1'C      |                                                 |
| 630    | 6301 ÷ 6400             | ?                           | RA 300                           | 1906-1908                     | 1'C      |                                                 |
| 640I   | 6401 ÷ 6480             |                             |                                  | 1907-1909                     | 1'C1     | dal 1907 680                                    |
| 640II  |                         | 640.001 ÷ 169               |                                  | 1907-1911                     | 1'C      |                                                 |
| 640II  | 640.170 ÷ 173           | SFB 641 ÷ 644               | 1924, 1928                       |                               | 1'C      |                                                 |
| 640II  | 640.305 ÷ 379           |                             | 1929-1931                        | trasformazione dal gruppo 630 | 1'C      |                                                 |
| 645    |                         | 645.001 ÷ 024               |                                  | 1917-1918                     | 1'C      |                                                 |
| 650    | 6501 ÷ 6555             | ?                           | RM 3001 ÷ 3055                   | 1884-1896                     | 2'C      |                                                 |
| 652    |                         | 652.001 ÷ 012               | SB 325                           | 1896-1898                     | 2'C      |                                                 |
| 653    |                         | 653.001 ÷ 013               | SB 109                           | 1910-1913                     | 2'C      |                                                 |
| 656    | 6561 ÷ 6585             | ?                           | RM 3061 ÷ 3085                   | 1898-1901                     | 2'C      |                                                 |
| 660    | 6601 ÷ 6651             | ?                           | RM 3101 ÷ 3151                   | 1900-1904                     | 2'C      |                                                 |
| 666    | 6661 ÷ 6670             | ?                           |                                  | 1907                          | 2'C      |                                                 |
| 670    | 6701 ÷ 6743             | ?                           | RA 500                           | 1900-1906                     | 2'C      | fino al 1907 690I                               |
| 671    |                         | 671.002 ÷ 041               |                                  | 1919-1930                     | 2'C      | trasformazione dal gruppo 670                   |
| 672    |                         | 672.001                     |                                  | 1936                          | 2'C      | trasformazione dal gruppo 670                   |
| 675    |                         | 675.001 ÷ 025               | KPEV P 8                         | 1908-1918                     | 2'C      |                                                 |
| 676    |                         | 676.001                     | KPEV S 10                        | 1914                          | 2'C      |                                                 |
| 677    |                         | 677.001                     | KPEV S 102                       | 1915                          | 2'C      |                                                 |
| 680    | 6801 ÷ 68151            | ?                           |                                  | 1907-1911                     | 1'C1     |                                                 |
| 681    |                         | 681.001 ÷ 151               |                                  | 1916-1924                     | 1'C1     | trasformazione dal gruppo 680                   |
| 682    |                         | 682.010 ÷ 135               |                                  | 1919-1925                     | 1'C1     | trasformazione dal gruppo 680                   |
| 683I   |                         | 683.001 ÷ 014               | MÁV 324                          | 1916-1918                     | 1'C1     |                                                 |
| 683II  |                         | 683.965 ÷ 981               |                                  | 1940-1941                     | 1'C1     | trasformazione dal gruppo 685                   |
| 685    |                         | 685.001 ÷ 984               |                                  | 1912-1933                     | 1'C1     |                                                 |
| 686    |                         | 686.001 ÷ 004               |                                  | 1923-1924                     | 1'C1     | trasformazione dal gruppo 685                   |
| 687    |                         | 687.001 ÷ 007               | kkStB 329                        | 1908-1909                     | 1'C1     |                                                 |
| 688    |                         | 688.001 ÷ 002               | kkStB 429                        | 1912                          | 1'C1     |                                                 |
| 690I   | 6901 ÷ 6943             |                             | RA 500                           | 1900-1906                     | 2'C      | dal 1907 670                                    |
| 690II  | 69001 ÷ 69033           | ?                           |                                  | 1911-1914                     | 2'C1'    |                                                 |
| 691    |                         | 691.001 ÷ 033               |                                  | 1928-1934                     | 2'C1'    | trasformazione dal gruppo 690II                 |
| 720    | 7201 ÷ 7210             | ?                           |                                  | 1906                          | 1'D      |                                                 |
| 728    |                         | 728.001 ÷ 035               | kkStB 270                        | 1920-1921                     | 1'D      |                                                 |
| 729    |                         | 729.001 ÷ 116               | kkStB 170, SB 170                | 1897-1918                     | 1'D      |                                                 |
| 730    | 7301 ÷ 73190            | ?                           |                                  | 1906-1909                     | 1'D      |                                                 |
| 731    |                         | 731.042                     |                                  | 1922                          | 1'D      | trasformazione dal gruppo 730                   |
| 735    |                         | 735.001 ÷ 393               |                                  | 1917-1922                     | 1'D      |                                                 |
| 736    |                         | 736.001 ÷ 248               | USATC S160                       | 1942-1945                     | 1'D      |                                                 |
| 737    |                         | 737.001 ÷ 015               | WD 8F                            | 1936-1941                     | 1'D      |                                                 |
| 740    |                         | 740.001 ÷ 470               |                                  | 1911-1923                     | 1'D      |                                                 |
| 741I   |                         | 741.001 ÷ 007               |                                  | 1920-1923                     | 1'D      | poi 740.690                                     |
| 741II  |                         | 741.003 ÷ 470               |                                  | 1954-1960                     | 1'D      | trasformazione dal gruppo 740                   |
| 743I   |                         | 743.001 ÷ 025               |                                  | 1928                          | 1'D      | poi 744.101 ÷ 125                               |
| 743II  |                         | 743.001 ÷ 467               |                                  | 1941-1954                     | 1'D      | trasformazione dal gruppo 740                   |
| 744    |                         | 744.001 ÷ 025               |                                  | 1928                          | 1'D      |                                                 |
| 744    | 744.101 ÷ 125           |                             | 1928                             | già 743.001 ÷ 025             | 1'D      |                                                 |
| 745    |                         | 745.001 ÷ 073               |                                  | 1913-1923                     | 1'D      |                                                 |
| 746    |                         | 746.001 ÷ 050               |                                  | 1923-1927                     | 1'D1'    |                                                 |
| 746    | 746.101 ÷ 110           |                             | 1926-1927                        | già 747.001 ÷ 010             | 1'D1'    |                                                 |
| 747I   |                         | 747.001 ÷ 010               |                                  | 1926-1927                     | 1'D1'    | poi 746.101 ÷ 110                               |
| 747II  |                         | 747.001 ÷ 030               | WD S.200                         | 1942                          | 1'D1'    |                                                 |
| 750    | 7501 ÷ 7540             |                             | RM 4501 ÷ 4530                   | 1902, 1906                    | 2'D      |                                                 |

##### Locotender - Scartamento ordinario
| Gruppo | Numerazione                | Numerazione                 | Origine                        | Anno                | Rodiggio | Note                              |
| Gruppo | fino al 1919               | dal 1919                    | Origine                        | Anno                | Rodiggio | Note                              |
| ------ | -------------------------- | --------------------------- | ------------------------------ | ------------------- | -------- | --------------------------------- |
| 800I   | 8001 8002                  |                             | RM 5101 RM 5102 ÷ 5105         | 1853 1870           | B        |                                   |
| 800II  | 8001 ÷ 8016                | 800.001 ÷ 016               |                                | 1907                | B        | trasformazione dai gruppi 60 e 85 |
| 801    | 8011                       | ?                           | RM 6001 ÷ 6002                 | 1880                | B        |                                   |
| 802I   | 8021 ÷ 8023                | ?                           | RM 6003, SV 21 ÷ 26            | 1878, 1885          | B1       |                                   |
| 802II  |                            | 802.001 ÷ 002               | SB 3c                          | 1888                | B        |                                   |
| 803I   | 8031 ÷ 8036                | ?                           | RM 6004 ÷ 6009                 | 1883                | B1       |                                   |
| 803II  |                            | 803.001 ÷ 003               | SB 3b1                         | 1890-1892           | B        |                                   |
| 804    | 8041 ÷ 8047                | ?                           | RM 6401 ÷ 6407                 | 1883-1884           | 1B       |                                   |
| 805    | 8051 ÷ 8084 80535 ÷ 80546  | ?                           | RA 220, RM 6101 ÷ 6130         | 1883-1891 1910-1911 | 1B       |                                   |
| 806    | 8061                       | 806.001                     |                                | 1909                | B1       | locomotiva gru                    |
| 808    |                            | 808.001 ÷ 004               | CFRS 3-6                       | ?                   | B1       |                                   |
| 809    |                            | 809.001 ÷ 004               | kkStB 88                       | 1883-1885           | B        |                                   |
| 810I   | 8101 ÷ 8113                | ?                           | RM 6010 ÷ 6022                 | 1854-1855           | 1B       | fino al 1907 815I                 |
| 810II  | 81001                      | ?                           |                                | 1915                | B1       | trasformazione dal gruppo 60      |
| 811    |                            | 811.001                     | SV 23                          | 1878                | B1       |                                   |
| 812    | 8121 ÷ 8127                | 812.001 ÷ 007               | RM 6701 ÷ 6707                 | 1884-1888           | C        | fino al 1907 820I                 |
| 813    | 8131 ÷ 8142                | ?                           | RA 230                         | 1885, 1904          | C        | fino al 1907 821I                 |
| 814    |                            | 814.001 ÷ 002               | SB 4                           | 1880-1881           | B1       |                                   |
| 815I   | 8151 ÷ 8163                |                             | RM 6010 ÷ 6022                 | 1854-1855           | 1B       | dal 1907 810I                     |
| 815II  | 8151 ÷ 8152                |                             | RM 5201 ÷ 5204                 | 1853-1854           | C        | fino al 1907 823                  |
| 815III | 81501                      | ?                           | FAL III                        | 1910                | C        |                                   |
| 816    | 8161 ÷ 8198                | ?                           | RA 240                         | 1881-1883           | C        | fino al 1907 824                  |
| 817    | 81701 ÷ 81704              | ?                           | SAO 1 ÷ 4                      | 1907                | C        |                                   |
| 818    |                            | 818.001                     | SV 22                          | 1878                | B1       |                                   |
| 819    |                            | 819.001                     | SV 22                          | 1886                | B1       |                                   |
| 820I   | 8201 ÷ 8207                |                             | RM 6701 ÷ 6707                 | 1884-1888           | C        | dal 1907 812                      |
| 820II  |                            | 820.001                     | SV 23                          | 1889                | B1       |                                   |
| 821I   | 8211 ÷ 8222                |                             | RA 230                         | 1885-1904           | C        | dal 1907 813                      |
| 821II  | 8211 ÷ 8212                | ?                           | FSO 22 ÷ 23                    | 1881                | C        |                                   |
| 822    |                            | 822.001 ÷ 018               | kkStB 97                       | 1879-1908           | C        |                                   |
| 823    | 8231 ÷ 8232                |                             | RM 5201 ÷ 5204                 | 1853-1854           | C        | dal 1907 815II                    |
| 824    | 8241 ÷ 8278                |                             | RA 240                         | 1881-1883           | C        | dal 1907 816                      |
| 825    | 8251 ÷ 8262                | ?                           | RM 6501 ÷ 6504, RS 351 ÷ 358   | 1870, 1876-1877     | C        | fino al 1907 826I                 |
| 826I   | 8261 ÷ 8272                |                             | RM 6501 ÷ 6504, RS 351 ÷ 358   | 1870, 1876-1877     | C        | dal 1907 825                      |
| 826II  |                            | 826.001 ÷ 002               | kkStB 394                      | 1891                | C        |                                   |
| 827    | 8271 ÷ 8290                | ?                           | RA 250                         | 1886-1892           | C        |                                   |
| 828I   | 8281 ÷ 8286                |                             | RM 6801 ÷ 6806                 | 1900                | C        | dal 1907 829                      |
| 828II  |                            | 828.001                     | FAL I                          | 1912                | C        |                                   |
| 828III |                            | 828.001 ÷ 002               | SFBN 280                       | 1923, 1927          | 2'C      |                                   |
| 829    | 8291 ÷ 8296                | 829.001 ÷ 006               | RM 6801 ÷ 6806                 | 1900                | C        | fino al 1907 828I                 |
| 830I   | 8301 ÷ 8344                | ?                           | RM 6807 ÷ 6820                 | 1903, 1906          | C        |                                   |
| 830II  |                            | 830.001 ÷ 021               | varie                          | varie               | C        | gruppo eterogeneo                 |
| 831    |                            | 831.001 ÷ 004               | USATC 1927 ÷ 1931              | 1943                | C        |                                   |
| 835    |                            | 835.001 ÷ 370               |                                | 1906-1922           | C        |                                   |
| 842    |                            | 842.001 ÷ 004               | SFBN 421 ÷ 425                 | 1925                | 1'D      |                                   |
| 848    | 8481 ÷ 8482                | ?                           | SV 31 ÷ 32                     | 1877                | C        |                                   |
| 849    | 8491 ÷ 8492                | ?                           | SV 81 ÷ 82                     | 1905                | C        |                                   |
| 850I   | 8501 ÷ 8505                | ?                           | RM 6505 ÷ 6509                 | 1884                | C        |                                   |
| 850II  |                            | 850.021 ÷ 023               | MMO 21 ÷ 23                    | 1895-1906           | 2'B      |                                   |
| 851    | 8511 ÷ 85307               | ?                           | RA 270                         | 1898-1911           | C        |                                   |
| 870    | 8701 ÷ 87168               | ?                           | RA 280, SIFV 2 ÷ 7, SIFT 1 ÷ 3 | 1903-1909           | C        |                                   |
| 871    |                            | 871.001 ÷ 011               | MÁV 377                        | 1885-1896           | C        |                                   |
| 874I   |                            | 874.001 ÷ 003               | FAL II                         | 1910                | 1'C      |                                   |
| 874II  |                            | 874.001 ÷ 003               | SFB 321 ÷ 324, FBC 1 ÷ 4       | 1910-1911           | 1'C      |                                   |
| 875    | 87501 ÷ 87617              | ?                           |                                | 1912-1916           | 1'C      |                                   |
| 876    |                            | 876.001 ÷ 005               | kkStB 99                       | 1897-1906           | 1'C      |                                   |
| 877    |                            | 877.001 ÷ 005               | kkStB 199                      | 1908-1911           | 1'C      |                                   |
| 880I   | 8801 ÷ 8805                |                             | RA 200                         | 1864                | C        | dal 1907 898                      |
| 880II  | 8801 ÷ 8812 -              | 880.001 ÷ 060 880.102 ÷ 217 |                                | 1916-1922 1931-1933 | 1'C      | - trasformazione dal gruppo 875   |
| 881    | 8811 ÷ 8814                |                             | RM 5301 ÷ 5304                 | 1861-1862           | C        | dal 1907 899                      |
| 882    | 8821 ÷ 8823                |                             | RA 201                         | 1861-1862           | C        | dal 1907 899                      |
| 885    | 8851 ÷ 8866                | ?                           |                                | 1906-1907           | C        |                                   |
| 893    |                            | 893.001 ÷ 012               | kkStB 78                       | 1902-1914           | C        |                                   |
| 894    | 89401 ÷ 89402              | 894.001 ÷ 002               | FAL IV                         | 1911                | D        |                                   |
| 895    | 8951 ÷ 89542 89601 ÷ 89665 |                             |                                | 1908-1911 1910-1915 | D        | - già 896I                        |
| 896I   | 8961 ÷ 8965                |                             |                                | 1910-1915           | D        | poi 895 (num. 89601 ÷ 89665)      |
| 896II  |                            | 896.001 ÷ 030               |                                | 1921-1922           | D        |                                   |
| 897    |                            | 897.001 ÷ 002               | KPEV T 161                     | 1916                | E        |                                   |
| 898    | 8981 ÷ 8985                |                             | RA 200                         | 1864                | C        | fino al 1907 880I                 |
| 899I   | 8991 ÷ 8997                | ?                           | RA 201, RM 5301 ÷ 5304         | 1861-1862           | C        | fino al 1907 881 e 882            |
| 899II  |                            | 899.001 ÷ 008               | kkStB 294                      | 1882-1905           | C        |                                   |
| 900    | 9001 ÷ 9018                | ?                           | RA 260                         | 1899                | C1       |                                   |
| 902    | 9021 ÷ 9032                | ?                           | RS 201 ÷ 212                   | 1886-1887           | 1'C      |                                   |
| 904    |                            | 904.001 ÷ 006               | FSR 201 ÷ 206                  | 1906                | 1'C      |                                   |
| 905    | 9051 ÷ 9074                | ?                           |                                | 1908-1912           | 1'C      |                                   |
| 906    |                            | 906.001 ÷ 010               | FSR 301 ÷ 310                  | 1910                | 1'C      |                                   |
| 910    | 9101 ÷ 9154                | ?                           | RS 401 ÷ 406                   | 1905-1908           | 1'C1'    |                                   |
| 912    |                            | 912.001 ÷ 005               | kkStB 229                      | 1907-1910           | 1'C1'    |                                   |
| 915    | 9151 ÷ 9156                |                             | RM 6901 ÷ 6906                 | 1905                | 2'C2'    | dal 1907 950                      |
| 940    |                            | 940.001 ÷ 050 940.051 ÷ 053 | - SFB 941 ÷ 943                | 1922-1924           | 1'D1'    |                                   |
| 950    | 9501 ÷ 9506                | ?                           | RM 6901 ÷ 6906                 | 1905                | 2'C2'    | fino al 1907 915                  |
| 980    | 9801 ÷ 9812                | ?                           |                                | 1911-1913           | C        | a cremagliera                     |
| 981    |                            | 981.001 ÷ 008               |                                | 1922                | C        | a cremagliera                     |
| 999    |                            | 999.001 ÷ 006               | FCP 1 ÷ 5, FCP 812.006         | varie               | C        | gruppo eterogeneo                 |

#### Locomotive a vapore di altre ferrovie in concessione (incompleta)
Questa lista è suscettibile di variazioni e potrebbe essere incompleta o non aggiornata.

- Locomotiva Gruppo T3 (Società Veneta ed altre)
- Locomotive FVS 1-3

### A scartamento ridotto
Una tipologia particolare di macchine a vapore erano quelle a scartamento ridotto, utilizzabili pertanto solo su determinate linee.

#### Locomotive delle Ferrovie dello Stato
- Locomotiva FS R.301
- Locomotiva FS R.302
- Locomotiva FS R.305 (costruzione Henschel)
- Locomotiva FS R.306

- Locomotiva FS R.401
- Locomotiva FS R.402
- Locomotiva FS R.410
- Locomotiva FS R.440
- Locomotiva FS R.600 (ex Kuk HB VLC7 6001-6046)

#### Locomotive delle ferrovie in concessione
- Locomotive FCL 1-14
- Locomotive SFV 1-4 (poi MCL 161-163 ed MCL 3)
- Locomotiva FCL 170
- Locomotiva FCL 350
- Locomotiva FCL 400

- Locomotive FCE n.1-12
- Locomotiva Alifana V 1-3

- Locomotiva SFSS Winterthur
- Locomotiva FMS 100
- Locomotiva FDS 400

### A scartamento ridotto e cremagliera

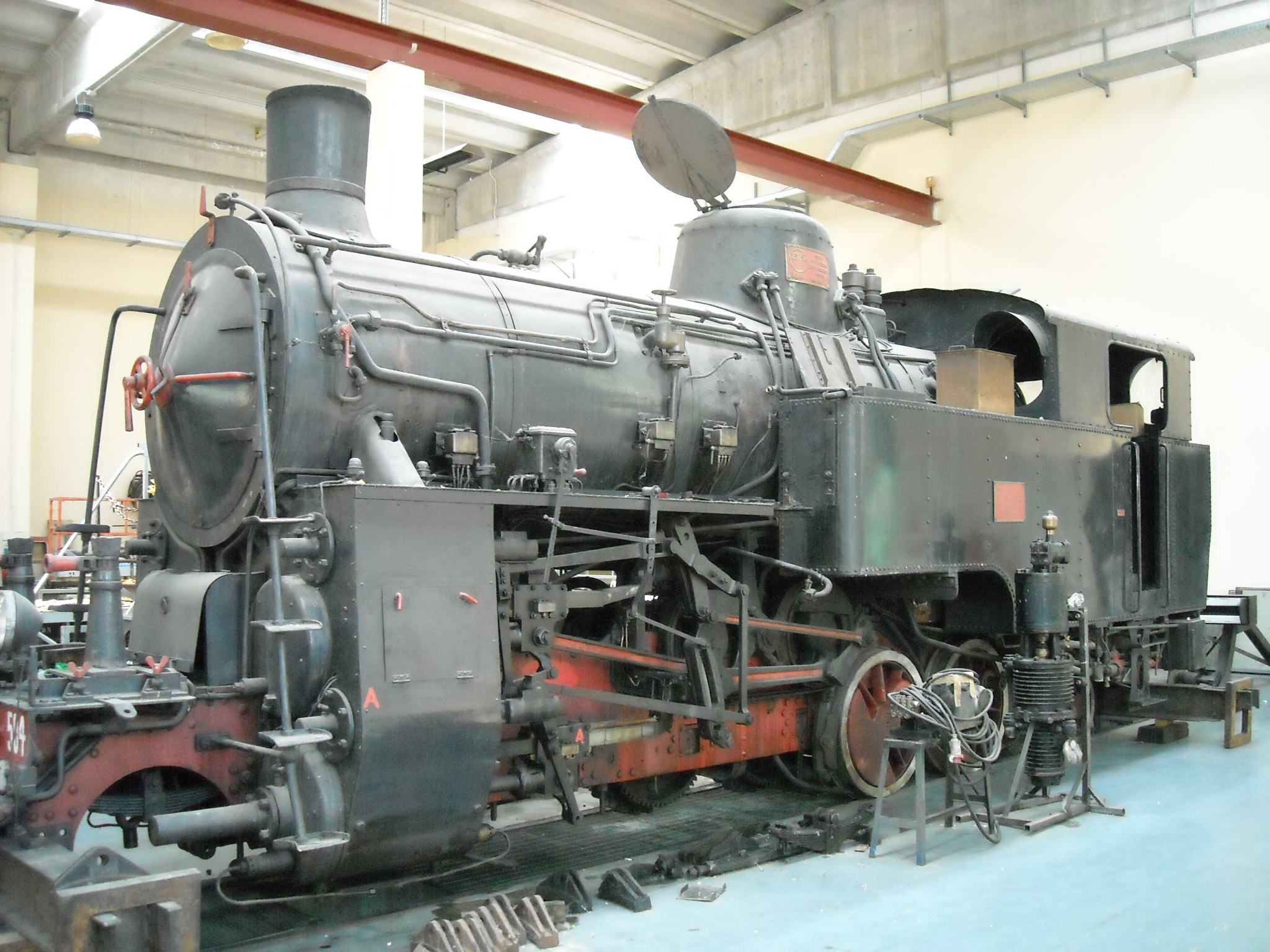
Una locomotiva FCL Gruppo 500 al deposito di Cosenza

#### Locomotive delle Ferrovie dello Stato
- Locomotiva FS R.370

#### Locomotive delle ferrovie in concessione
- Locomotiva FCL 200
- Locomotiva FCL 260
- Locomotiva FCL 500

## Locomotive Diesel

### A scartamento normale

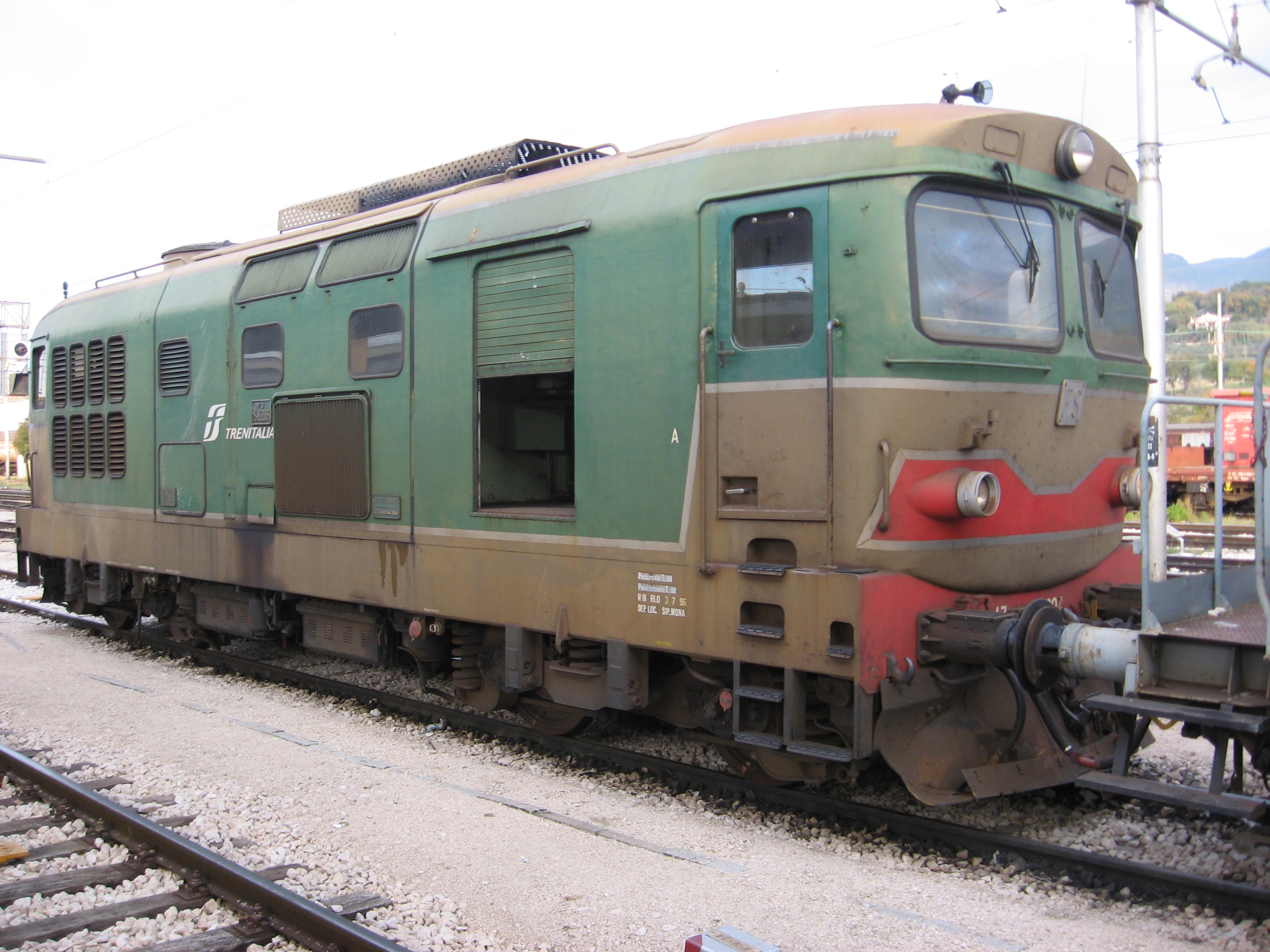
Una Locomotiva FS D.343 in servizio di manovra a Terni

Dalla metà del XX secolo si sono diffuse sulle linee nazionali le locomotive termiche, principalmente usate sulle linee non elettrificate ed utilizzate anche per i servizi di manovra.

#### Locomotive delle Ferrovie dello Stato
- Locomotiva FS D.236
- Locomotiva FS D.341
- Locomotiva FS D.342.2001
- Locomotiva FS D.342.3000
- Locomotiva FS D.342.4000
- Locomotiva FS D.343
- Locomotiva FS D.345
- Locomotiva FS D.356
- Locomotiva FS D.442
- Locomotiva FS D.443
- Locomotiva FS D.445
- Locomotiva FS D.449
- Locomotiva FS D.461
- Locomotiva DE.122

#### Locomotive di imprese private
- Locomotiva D.220
- Locomotiva D.361
- Locomotiva DE.424
- Locomotiva DE.520
- Locomotiva DE.752
- Locomotiva DE.753
- Locomotiva DP D.284
- Locomotiva FSE BB.150
- Locomotiva D.100
- Locomotiva Diesel G.2000
- Locomotiva SNFT Cne

### A scartamento ridotto

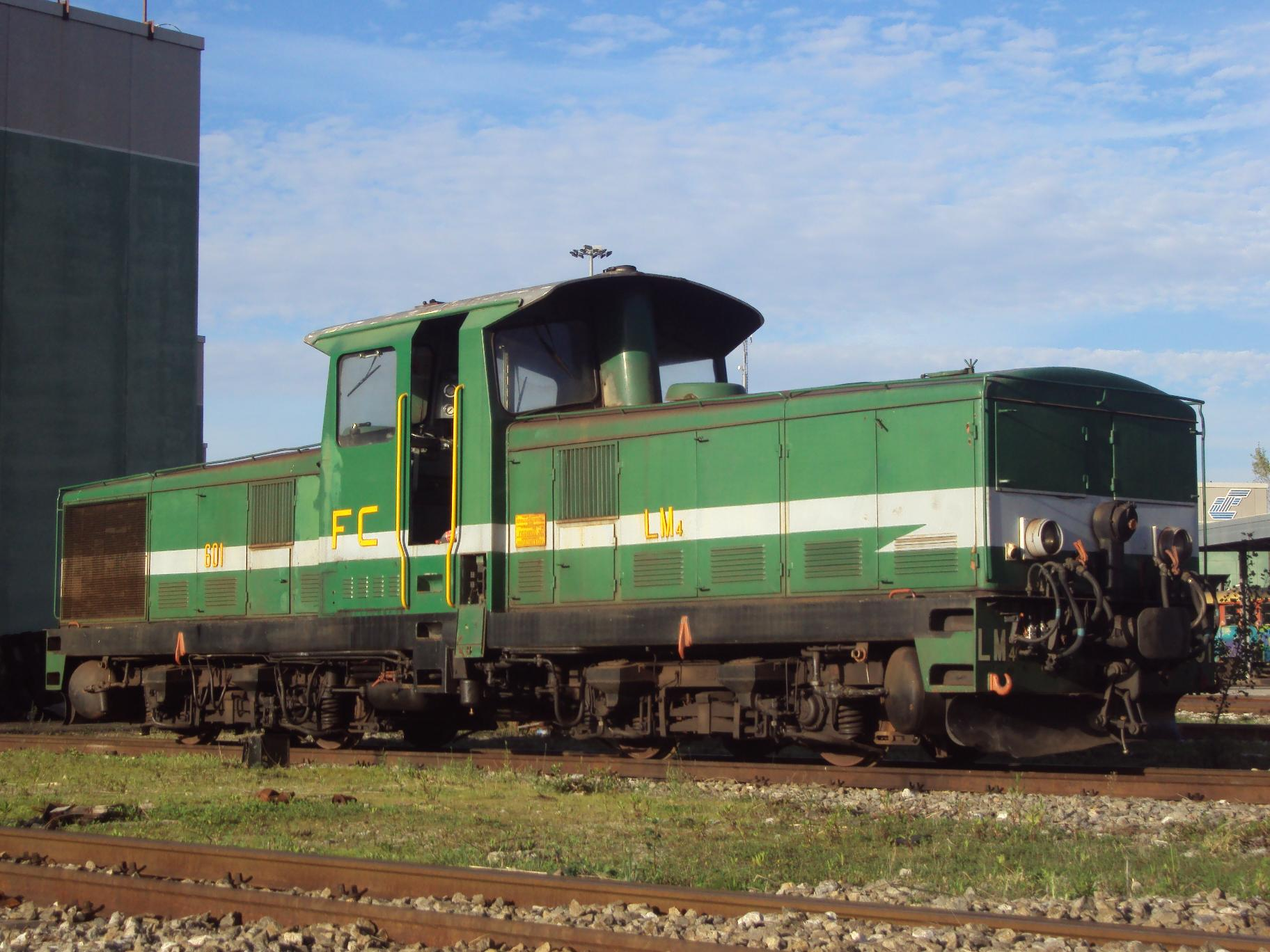
La locomotiva LM4.601 al deposito FC di Cosenza

Anche per linee a scartamento ridotto sono state costruite, anche se in pochi esemplari, le locomotive termiche, per effettuare servizi locali e movimentazione su linee dedicate.

#### Locomotive delle Ferrovie dello Stato
- Locomotiva FS RD.142

#### Locomotive delle ferrovie in concessione
- Locomotiva ARST LDe
- Locomotiva MCL 301
- Locomotiva FCL LM4
- Locomotiva FCL LM2.700

## Locomotive elettriche

### Locomotive ad accumulatori
| Gruppo | Numerazione | Anno | Rodiggio | Note                  |
| ------ | ----------- | ---- | -------- | --------------------- |
| E.421  | E.421.1     | 1921 | Bo'Bo'   | locomotiva da manovra |

### Locomotive a 650 V in c.c., terza rotaia
| Gruppo | Numerazione     | Origine | Anno       | Rodiggio |
| ------ | --------------- | ------- | ---------- | -------- |
| E.220  | E.220.001       |         | 1912       | Bo'      |
| E.320  | E.320.001 ÷ 005 |         | 1912       | 1'C1'    |
| E.321  | E.321.001 ÷ 017 |         | 1923, 1927 | 1'C1'    |
| E.420  | E.420.001       | RM 0141 | 1901       | Bo'Bo'   |
| E.620  | E.620.001 ÷ 005 |         | 1925       | Co'Co'   |

### Locomotive a 3600 V ca trifase, 16,7 Hz
| Gruppo | Numerazione     | Origine | Anno      | Rodiggio | Note                                                                 |
| ------ | --------------- | ------- | --------- | -------- | -------------------------------------------------------------------- |
| E.330  | E.330.001 ÷ 016 |         | 1914      | 1'C1'    | inizialmente 030 (0301-03016), impiegato solo per la locomotiva 0309 |
| E.331  | E.331.001 ÷ 018 |         | 1916-1920 | 2'C2'    |                                                                      |
| E.332  | E.332.001 ÷ 006 |         | 1917      | 2'C2'    |                                                                      |
| E.333  | E.333.001 ÷ 040 |         | 1923–1925 | 1'C1'    |                                                                      |
| E.360  | E.360.001 ÷ 003 | RA 36   | 1904      | 1'C1'    | inizialmente 0361 ÷ 0363                                             |
| E.380  | E.380.001 ÷ 004 | RA 38   | 1904      | 1'C1'    | inizialmente 381 ÷ 384                                               |
| E.390  | E.390.001 ÷ 002 |         | 1912-1913 | 1'C1'    | ricostruzione dal gruppo E.380; inizialmente 391 ÷ 392               |
| E.430  | E.430.001 ÷ 002 | RA 34   | 1901      | Bo'Bo'   | inizialmente 0341 ÷ 0342; unica trifase senza bielle                 |
| E.431  | E.431.001 ÷ 037 |         | 1922-1925 | 1'D1'    |                                                                      |
| E.432  | E.432.001 ÷ 040 |         | 1928-1929 | 1'D1'    |                                                                      |
| E.550  | E.550.001 ÷ 186 |         | 1908-1921 | E        | inizialmente 0501 ÷ 0585                                             |
| E.551  | E.551.001 ÷ 183 |         | 1921-1925 | E        |                                                                      |
| E.552  | E.552.001 ÷ 015 |         | 1922-1923 | E        |                                                                      |
| E.554  | E.554.001 ÷ 183 |         | 1928-1930 | E        |                                                                      |

### Locomotive a 10000 V ca trifase, 45 Hz
| Gruppo | Numerazione     | Anno      | Rodiggio | Note                                                                            |
| ------ | --------------- | --------- | -------- | ------------------------------------------------------------------------------- |
| E.470  | E.470.001 ÷ 004 | 1925-1926 | 1'D1'    |                                                                                 |
| E.471  | E.471.001       | 1928      | 1'D1'    | non entrate in servizio; alcune parti poi utilizzate per costruire le E.440 FAV |
| E.472  | E.472.001 ÷ 017 | 1925-1931 | 1'D1'    |                                                                                 |
| E.570  | E.570.001 ÷ 004 | 1925      | E        |                                                                                 |

### Locomotive a 3000 V in c.c.

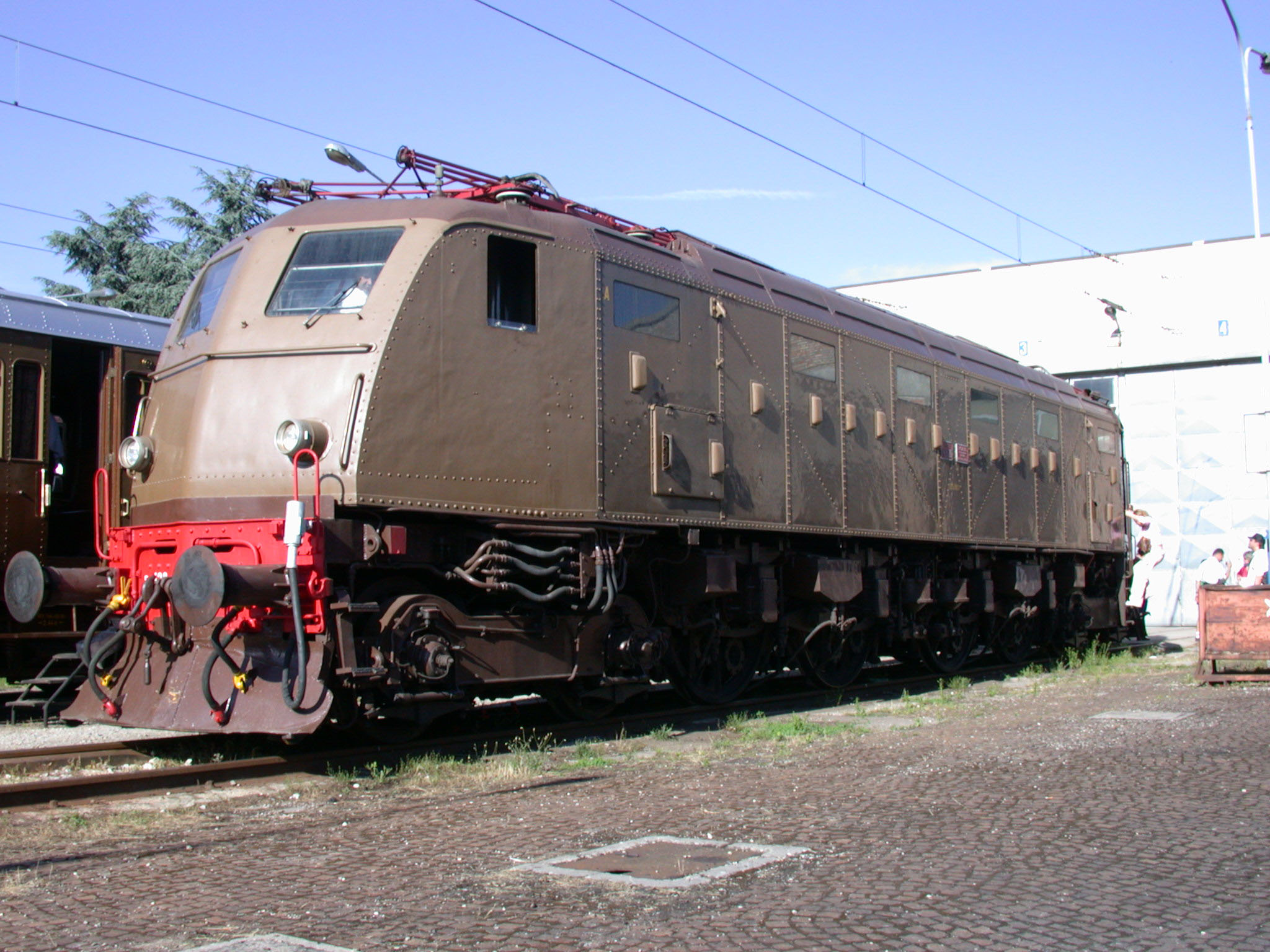
Locomotiva elettrica E.428.226 presso Rimini

L'elettrificazione a 3 kV in corrente continua è diventata, a partire dagli anni trenta, lo standard per la rete italiana. Queste locomotive rappresentano la spina dorsale del servizio commerciale, nonché la maggior parte della flotta odierna.

#### Locomotive delle Ferrovie dello Stato
| Gruppo        | Numerazione                     | Anno                | Rodiggio  | Note |
| ------------- | ------------------------------- | ------------------- | --------- | --- |
| E.326         | E.326.001 ÷ 012                 | 1930-1983           | 2'Co'2'   | |
| E.400         | E.400.001 ÷ 003                 | 1929-anni '90       | Bo'Bo'    | |
| E.401         | E.401.006 ÷ 045                 | 2017-...            | Bo'Bo'    | |
| E.402A        | E.402.000 ÷ 045                 | 1994-2019           | Bo'Bo'    | Convertite in E.401 eccetto il simulacro 000 e le prime 5 unità                                                           |
| E.402B        | E.402.101 ÷ 180                 | 1998-...            | B'o B'o   | |
| E.403         | E.403.001 ÷ 024                 | 2012-...            | Bo'Bo'    | |
| E.404         | E.404.000 ÷ 188                 | 1990-...            | Bo'Bo'    | In composizione bloccata permanente in convogli ETR.500, le prime 5 unità erano prototipi, serie 100 trasformata in E.414 |
| E.405         | E.405.001 ÷ 024                 | 2003-...            | Bo'Bo'    | |
| E.412         | E.412.001 ÷ 028                 | 1999-...            | Bo'Bo'    | |
| E.414         | E.414.101 ÷ 160                 | 2007-...            | Bo'Bo'    | |
| E.424         | E.424.001 ÷ 158                 | 1943-2008           | Bo'Bo'    | |
| E.434         | E.434.068                       | 1954-1975           | Bo'Bo'    | |
| E.428         | 242 in più serie                | 1934-1991           | Bo'Bo'    | |
| E.444         | E.444.001 ÷ 117                 | 1967-2021           | Bo'Bo'    | Poi trasformate in E.444R, alcune unità modificate sperimentalmente in E.447                                              |
| E.453 / E.454 | E.453.001 ÷ 002 E.454.001 ÷ 003 | 1989-1998           | B'oB'o    | |
| E.464         | 728                             | 2000-...            | Bo'Bo'    | |
| E.494         | E.494.001 ÷ 078                 | 2019-...            | Bo'Bo'    | |
| E.621         | E.621.001 ÷ 005                 | 1947-1964           | Co+Co     | |
| E.626 / E.625 | 448 in più serie                | 1928-1999           | Bo'Bo'Bo' | |
| E.632 / E.633 | 66 / 151                        | 1983-2022 1980-2020 | B'B'B'    | |
| E.636         | 469 in più serie                | 1940-2006           | Bo'Bo'Bo' | |
| E.646 / E.645 | 235 / 90                        | 1958-2009           | Bo'Bo'Bo' | |
| E.652         | E.424.001 ÷ 176                 | 1990-...            | B'B'B'    | |
| E.656 / E.655 | 461 in più serie                | 1975-...            | Bo'Bo'Bo' | |
| E.666         | E.666.001                       | 1960-1977           | Co'Co'    | Esemplare unico sperimentale                                                                                              |

#### Locomotive di altre Imprese Ferroviarie
- Locomotiva BR 186
- Locomotiva E 189 (Siemens ES64F4), utilizzate da NordCargo e Rail Traction Company
- Locomotiva RE 474
- Locomotiva E 483, utilizzate da Sangritana, Deutsche Bahn Cargo Italia, GTS Rail, Medway, Captrain, Ferrotramviaria e Trasporti Ferroviari Italiani
- Locomotiva RE 484
- Locomotiva E 494, utilizzate da Dinazzano Po, Compagnia Ferroviaria Italiana, Medway, GTS Rail, Captrain, Oceanogate e Sangritana
- Locomotiva EU 43, utilizzate da Rail Traction Company
- Locomotiva E 191, utilizzate da Fuori Muro, InRail, GTS Rail, EVM Rail, Deutsche Bahn Cargo Italia e Compagnia Ferroviaria Italiana
- Locomotiva E 193, versione politensione della E 191
- Locomotiva E 190 (Siemens ES 64 U4), utilizzate da Ferrovie Udine Cividale, InRail e Compagnia Ferroviaria Italiana

#### Locomotive delle ferrovie in concessione
- Locomotiva E 600 FNM
- Locomotiva E 610 FNM
- Locomotiva E 620 FNM Tigrotto
- Locomotiva E 630 FNM Skoda
- Locomotiva E 640 FNM /FER
- Locomotiva E.660 FNM
- Locomotiva E.661 FNM
- Locomotiva LFI EDz 11-14, La Ferroviaria Italiana
- Locomotiva FTC 11-15, Ferrovia Torino-Ceres
- Locomotiva FG L.80, Ferrovie del Gargano
- Locomotive SEFTA 51-54, SEFTA

### Elettrificazione a25kVin c.a. monofase a frequenza industriale (50Hz)
Locomotive per la progettata rete ferroviaria sarda.
| Gruppo        | Numerazione                     | Anno | Rodiggio | Note                              |
| ------------- | ------------------------------- | ---- | -------- | --------------------------------- |
| E.491 / E.492 | E.491.001 ÷ 019 E.492.001 ÷ 006 | no   | B'oB'o   | Mai entrate in servizio effettivo |

## Elettrotreni

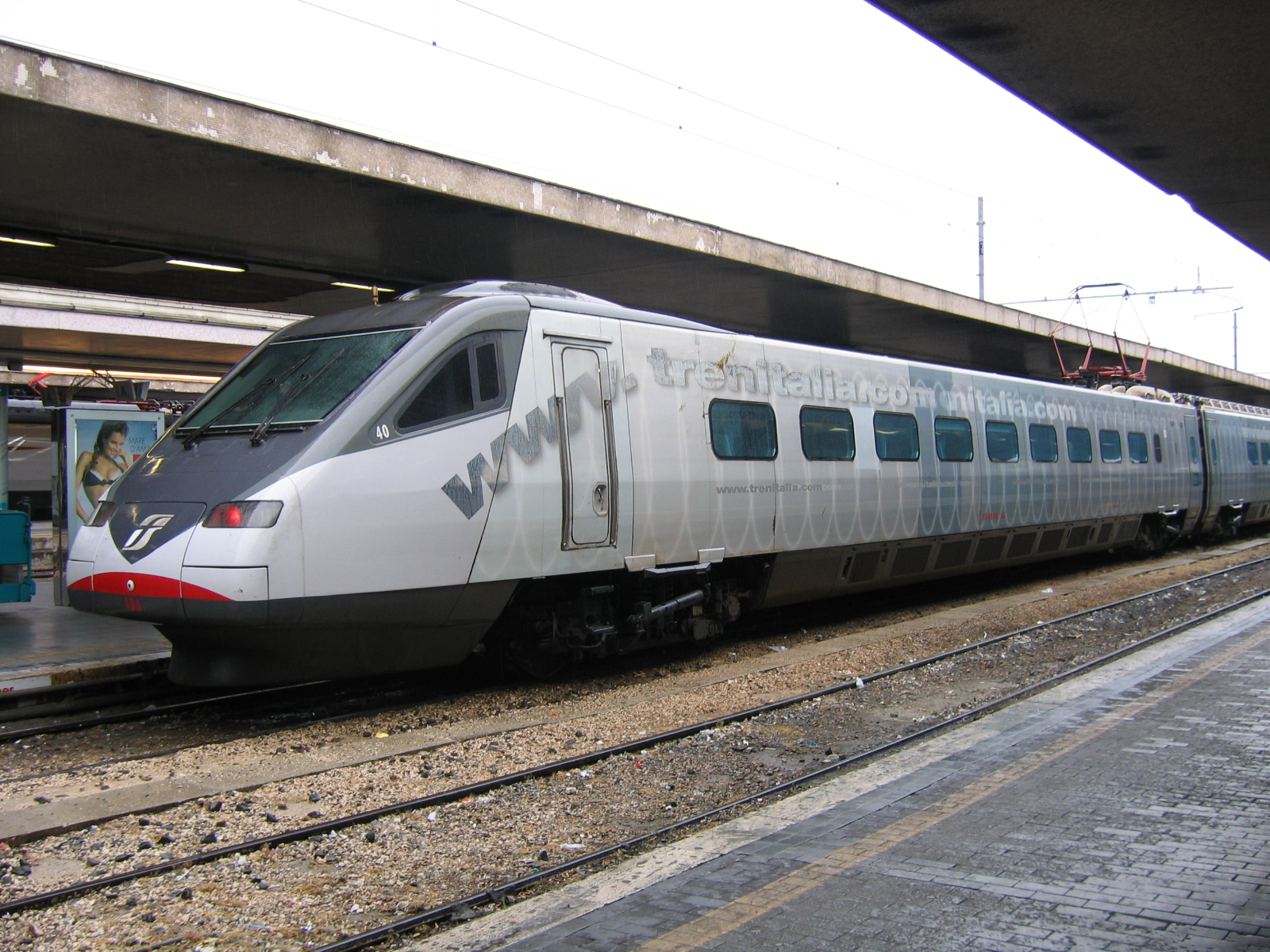
Elettrotreno ETR 480 a Roma Termini

L'Italia è stata all'avanguardia nel settore dell'alta velocità ferroviaria in servizio commerciale sin dagli anni trenta. Il termine elettrotreno nacque proprio per definire i particolari treni elettrici a composizione inscindibile costruiti in quel periodo.

### A scartamento normale
Vengono denominati ETR, anche se non sono elettrotreni ma treni di carrozze speciali trainati da due locomotive in testa e in coda (trazione simmetrica) gli:
- ETR.500 Frecciarossa (E.404)
- ETR.500 Y1 Aiace
- ETR.500 Y2 Diamante

#### Elettrotreni ex società Cisalpino
- ETR.470 Pendolino
- ETR.610 Nuovo Pendolino

#### Elettrotreni di Nuovo Trasporto Viaggiatori
- AGV 575
- ETR.675

#### Elettrotreni di Infrastrutture Venete, Sad
- FLIRT (ETR 350 per Tper, ETR 340/343/360 per Infrastrutture Venete e ETR 155 e 170 per SAD, e altri)

#### Elettrotreni di Trenord
- ETR 204 - Donizetti
- ETR 245 - Convoglio Servizio Aeroportuale[2]
- ETR 425
- ETR 521
- Treno Servizio Regionale[2]

#### Elettrotreni del gruppo FS Italiane[1]
- ALe 501/502 - Minuetto in versione elettrica[2]
- ETS 11 - Elettrotreno Salone
- BTR 813 - Alimentazione multipla da linea aerea e generatori diesel
- ETR 103 - Pop, tre casse
- ETR 104 - Pop, quattro casse
- ETR 234
- ETR 322
- ETR 324 - Jazz, quattro casse
- ETR 350
- ETR 421 - Rock, quattro casse
- ETR 425 - Jazz, cinque casse
- ETR 480 - Pendolino
- ETR 500 - Frecciarossa (E.404)
- ETR 500 Y1 - Aiace
- ETR 500 Y2 - Diamante
- ETR 521 - Rock, cinque casse
- ETR 526 - Jazz, sei casse
- ETR 600 - Nuovo pendolino
- ETR 621 - Rock, sei casse
- ETR 700 - FYRA V250
- ETR 814
- ETR 1000 - Frecciarossa 1000 (Bombardier V300 Zefiro)
- Treno G.A.I.; sono costituiti da ALe 664 + rimorchiate Le 724 o da ALe 804 + rimorchiate Ale 884[2]

### A scartamento ridotto
- Elettrotreni ETR 201-226 per la Ferrovia Circumvesuviana di Napoli.
- Elettrotreni ABe 8/8 21-24 per la ferrovia Domodossola-Confine svizzero.
- Elettrotreni ABe 4/6 61-64 per la ferrovia Domodossola-Confine svizzero.

## Autotreni
Alla metà degli anni 1930 vennero immessi in servizio nelle FS una serie di treni a composizione inscindibile con motore termico per servizi simili a quelli degli elettrotreni sulle linee non elettrificate. Venne quindi coniato un neologismo analogo chiamandoli Autotreni. In tempi recenti la classificazione è stata ripresa per alcuni convogli a composizione bloccata e a trazione termica che sono stati acquistati da diverse società concessionarie italiane.
- ATR 100: autotreno a tre casse;
- ATR 100, ATR 110 e ATR 115: classificazione applicata all'automotrice articolata GTW 2/6 utilizzata dalla SAD (100), da Sistemi Territoriali (110) e da Trenord (115);
- ATR 120, ATR 125 e ATR 126: classificazione applicata alle automotrici articolate GTW 4/12 acquistate da Sistemi Territoriali (120 e 126) e Trenord (125);
- ATR 220: autotreno a tre elementi utilizzato da Trenitalia in versione dedicata (ATR 220 Tr) e in versione standard (ATR 220) da Ferrovie del Sud Est, Trenitalia Tper e Arenaways;
- ATR 365 e ATR 465: autotreni ad assetto variabile a trazione diesel per il servizio regionale per la Regione Sardegna.
- ATR 410: prototipo unico di autotreno sperimentale ad assetto variabile;
- ATR 803 acquistati da Trenord, Ente Autonomo Volturno.
- ATS 1: autotreno salone, rimasto unico esemplare;
- Minuetto: autotreno diesel classificato come ALn 501/502.

## Automotrici
| Automotrici elettriche a 650 V cc, terza rotaia | Automotrici elettriche a 650 V cc, terza rotaia | Automotrici elettriche a 650 V cc, terza rotaia | Automotrici elettriche a 650 V cc, terza rotaia | Automotrici elettriche a 650 V cc, terza rotaia | Automotrici elettriche a 650 V cc, terza rotaia |
| Gruppo                                          | Numerazione                                     | Origine                                         | Anno                                            | Rodiggio                                        |                                                 |
| ----------------------------------------------- | ----------------------------------------------- | ----------------------------------------------- | ----------------------------------------------- | ----------------------------------------------- | ----------------------------------------------- |
| E.10I                                           | E.101 ÷ 120                                     | RM 5111 ÷ 5130                                  | 1901                                            | Bo'Bo'                                          |                                                 |
| E.10II                                          | E.100 ÷ 107                                     |                                                 | 1932                                            | Bo'Bo'                                          |                                                 |
| E.15                                            | E.151 ÷ 155                                     | RM 5301 ÷ 5305                                  | 1903-1904                                       | Bo'Bo'                                          |                                                 |
| E.20                                            | E.201 ÷ 216                                     | RM 5131 ÷ 5146                                  | 1903-1904                                       | (A1) (1A)                                       |                                                 |
| E.60                                            | E.600 ÷ 615                                     |                                                 | 1932                                            | Bo'Bo'                                          |                                                 |

| Automotrici elettriche a 3600 V ca trifase, 16,7 Hz | Automotrici elettriche a 3600 V ca trifase, 16,7 Hz | Automotrici elettriche a 3600 V ca trifase, 16,7 Hz | Automotrici elettriche a 3600 V ca trifase, 16,7 Hz | Automotrici elettriche a 3600 V ca trifase, 16,7 Hz | Automotrici elettriche a 3600 V ca trifase, 16,7 Hz |
| Gruppo                                              | Numerazione                                         | Origine                                             | Anno                                                | Rodiggio                                            |                                                     |
| --------------------------------------------------- | --------------------------------------------------- | --------------------------------------------------- | --------------------------------------------------- | --------------------------------------------------- | --------------------------------------------------- |
| E.1                                                 | E.1 ÷ 5                                             | RA 30                                               | 1902                                                | Bo'Bo'                                              |                                                     |
| E.2                                                 | E.21 ÷ 25                                           | RA 32                                               | 1902                                                | Bo'Bo'                                              |                                                     |

### Automotrici elettriche a corrente continua

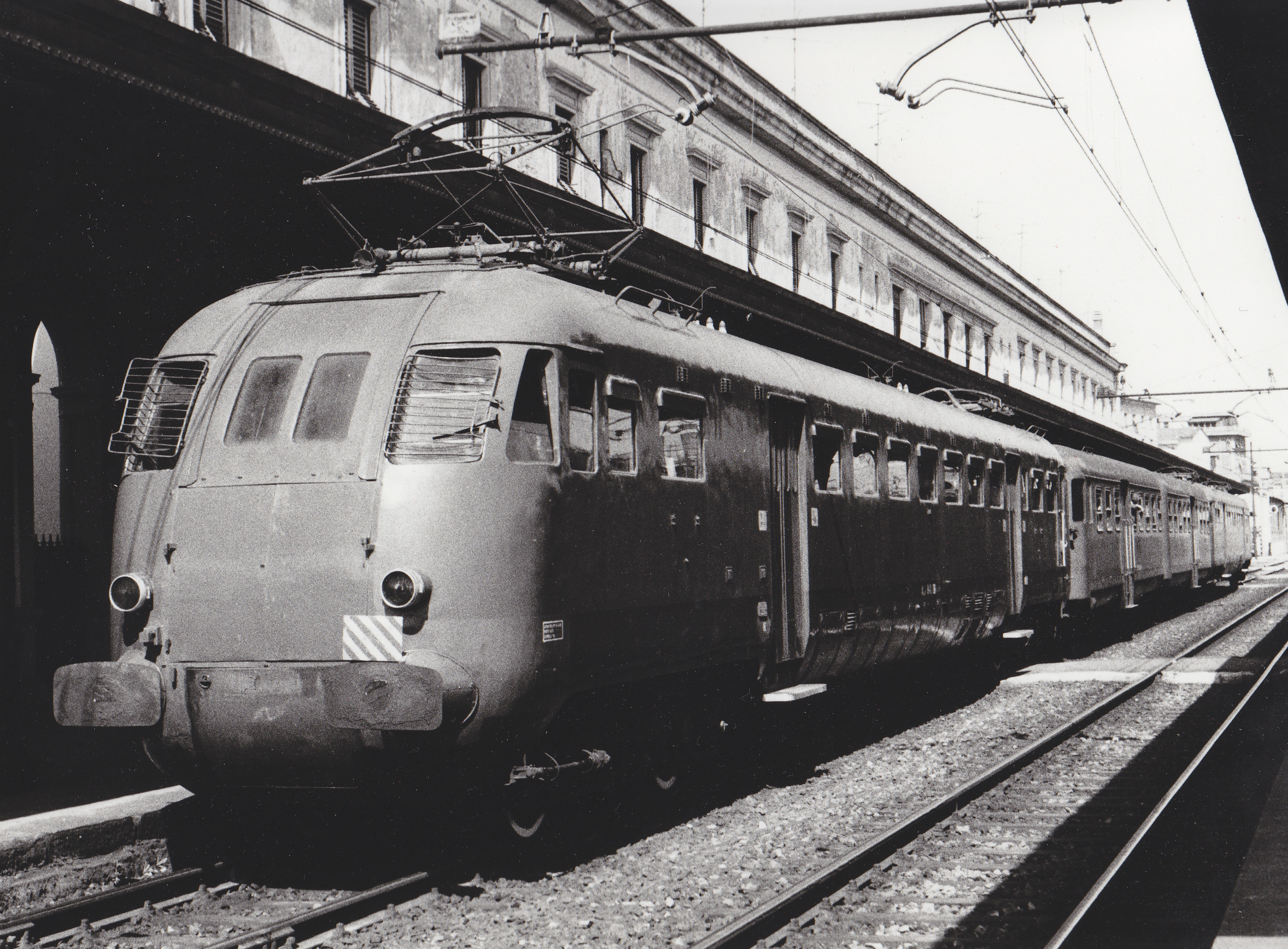
ALe 840, giugno 1983

Le automotrici ad alimentazione elettrica a corrente continua a 3 kV svolgono la maggior parte dei servizi locali, assicurando i trasporti per i pendolari e il collegamento coi piccoli centri.
- Automotrice FS E.623
- Automotrice FS E.624 presente con alcuni esemplari anche presso la Ferrovia Piacenza-Bettola, poi sulla Caudina
- Automotrice Stanga-TIBB Varie versioni per Sangritana,Centrale Umbra,Caudina
- Automotrice ALe 426/506 Treno ad Alta Frequentazione anche noto come Automotrice Eb760 ed Eb761 Ferrovie Nord Milano
- Automotrice ALe 501/502 Minuetto
- Automotrice ALe 711/710 Treno Servizio Regionale anche noto come Automotrice Eb710 ed Eb711 per le Ferrovie Nord Milano

- Automotrice EA720 Convoglio Servizio Aeroportuale per LeNord anche noto come ETR 245 per Trenitalia
- Automotrice ALe 184
- Automotrice ALe 540
- Automotrice ALe 660
- Automotrice ALe 582
- Automotrice ALe 601
- Automotrice ALe 642
- Automotrice ALe 644/Automotrice ALe 804
- Automotrice ALe 724
- Automotrice ALe 782/402
- Automotrice ALe 790/880
- Automotrice ALe 792/882
- Automotrice ALe 801/940 Fanta
- Automotrice ALe 803
- Automotrice ALe 840
- Automotrice ALe 841
- Automotrice ALe 883
- Automotrici ALe 054, 056, 228

### Automotrici termiche a benzina
Sono esistiti anche convogli e veicoli automotori alimentati a benzina, poco diffusi e presto sostituiti dai più efficienti motori a nafta.
- Automotrice FS ALb 16
- Automotrice FS Ne.8
- Automotrici DWK
- Automotrici Narizzano Tipo I e II
- Automotrici Laviosa
- Automotrice FS ALb 25 Autobus su rotaia Fiat
- Automotrice FS ALb 48 Automotrice leggera a benzina

poi convertite in Automotrice ALUb 24 e rimorchio Ln 55
- Automotrice FS ALb 56
- Automotrice ALb 64
- Automotrice ALHb 64 Automotrice frigorifero
- Automotrice ALb 80
- Automotrice FS ALb 72

poi convertite in Automotrice FS ALn 72.2000
- Automotrici FS ALDb 101-103 Furgoni postali Fiat

poi trasformate in Automotrice ALDUb 28, Rimorchio LDn 32 e Rimorchio Ln 64
- Automotrici FS ALDb 201-203 Furgoni postali Breda

### Automotrici termiche a nafta

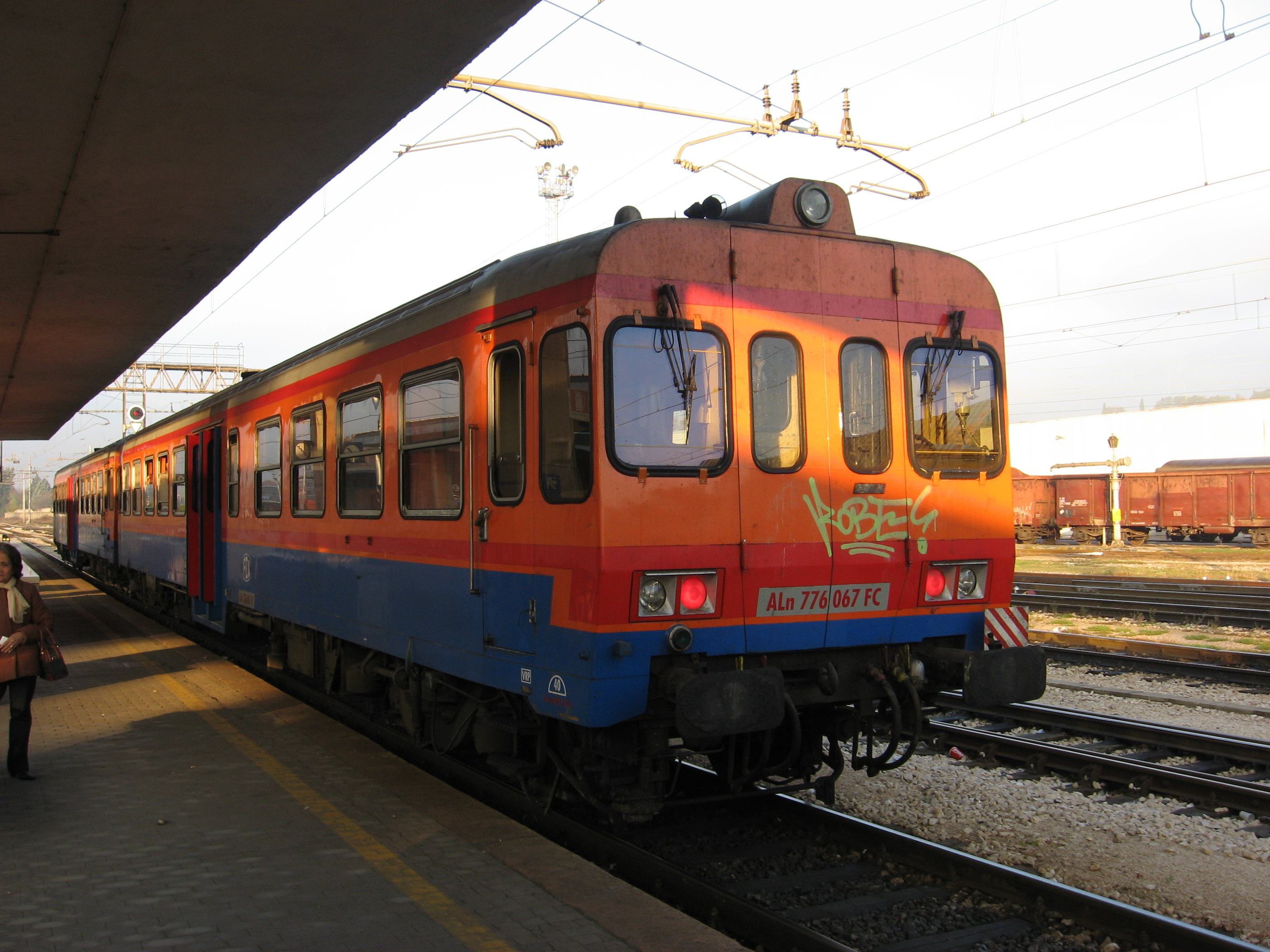
Una Automotrice FCU ALn 776 della Ferrovia Centrale Umbra s.r.l.

I rotabili automotori alimentati a nafta sono stati sempre una soluzione adeguata per la riduzione dei costi di esercizio e per la velocizzazione dei servizi di trasporto sulle linee secondarie; spesso utilizzati anche per le relazioni ferroviarie che impegnavano sistemi di alimentazione differenti (corrente continua, alternata monofase o trifase), sono stati la colonna portante del traffico leggero locale e regionale.

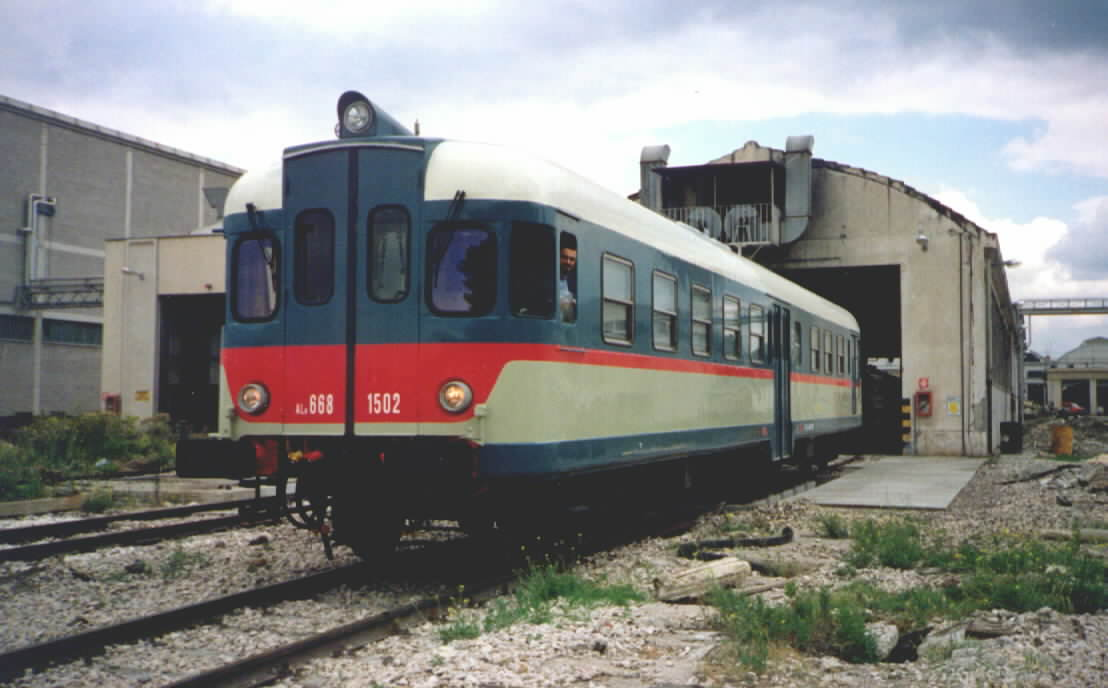
Automotrice ALn 668.1502 delle FS in uscita dalle Officine Grandi Riparazioni di Foggia per il collaudo, nel 1991

#### Automotrici delle Ferrovie dello Stato
- Automotrice FS Ne.8
- Automotrice FS ALDn 32 Miste postali
- Automotrice FS ALDUn 220, Poi riconvertita in Automotrice FS ALn 556
- Automotrice FS ALn 40
- Automotrice FS ALn 56 Littorina, otto unità riqualificate come Automotrice ALDUn28, due come Automotrice ALDUn32, una come Automotrice DE.041 FTV
- Automotrice FS ALn 56 Breda
- Automotrice FS ALn 64
- Automotrice FS ALn 80
- Automotrice FS ALn 72
- Automotrice ALn 442/Automotrice ALn 448 (poi ALn 460) Trans Europ Express
- Automotrice ALn 501/Automotrice ALn 502 Minuetto Diesel
- Automotrice ALn 556 Littorina (o Topolino)
- Automotrice ALn 556 Breda
- Automotrice ALn 663

- Automotrice ALn 668
- Automotrice ALn 772
- Automotrice ALTn 444 Belvedere, ALn 772 modificata, poi riportata nel gruppo originario
- Automotrice ALn 773
- Automotrice FS ALn 776
- Automotrice ALn 873
- Automotrice ALn 880
- Automotrice ALn 990
- Automotrice ALnDAP Cellulare
- Automotrici Ad 31-45
- Automotrici Ad 81-88 Turche, accoppiate permanentemente in complessi binati ogni due unità
- Automotrici Ad 51-80 Breda
- Automotrici Ad 01-10
- Automotrice Ad 51

#### Automotrici delle ferrovie in concessione
- Automotrice ALn.12 Macchifer
- Automotrice FCU ALn 776, Ferrovia Centrale Umbra, Ferrovia Sangritana
- Automotrice ALn 9000
- Automotrice SV ADn 500, Società Veneta

#### Automotrici di proprietà dell'industria privata
- Automotrice A2n 001

### Automotrici ad alimentazione sperimentale

#### Automotrici a vapore della prima generazione
- Automotrice FS 60
- Automotrice FS 80
- Automotrice FS 85, la Giulia
- Automotrice FS 86

#### Automotrici con alimentazioni sperimentali realizzate nella prima metà del XX secolo
- Automotrice FS ALv 72 Automotrice a vapore

Si tratta di tre prototipi presentati nel 1938. Cassa e sospensioni erano quelle delle Aln 72.3001 fornite dallo stesso costruttore; interessanti i propulsori, uno per ogni asse motore del carrello, tipo compound a due cilindri affiancati; distributori indipendenti a glifo comandato da eccentrici; il vapore prodotto da una caldaia monotubolare ed a ciclo continuo, sistemata ad una estremità, raggiungeva la ragguardevole pressione di 120 atm. La caldaia era alimentata ad olio pesante, il vapore esausto prima di entrare nel condensatore faceva funzionare gli apparecchi ausiliari. Furono condotte prove con esito deludente sulle linee del compartimento di Firenze; pur dimostrando una marcia molto dolce ed un elevato comfort e raggiungendo la velocità di 120 km orari, vennero alienate nel 1940 alle Ferrovie Padane e, demotorizzate, impiegate come rimorchi.
- Automotrice ALg 56 Automotrice a gas di carbone di legna

### Automotrici a scartamento ridotto

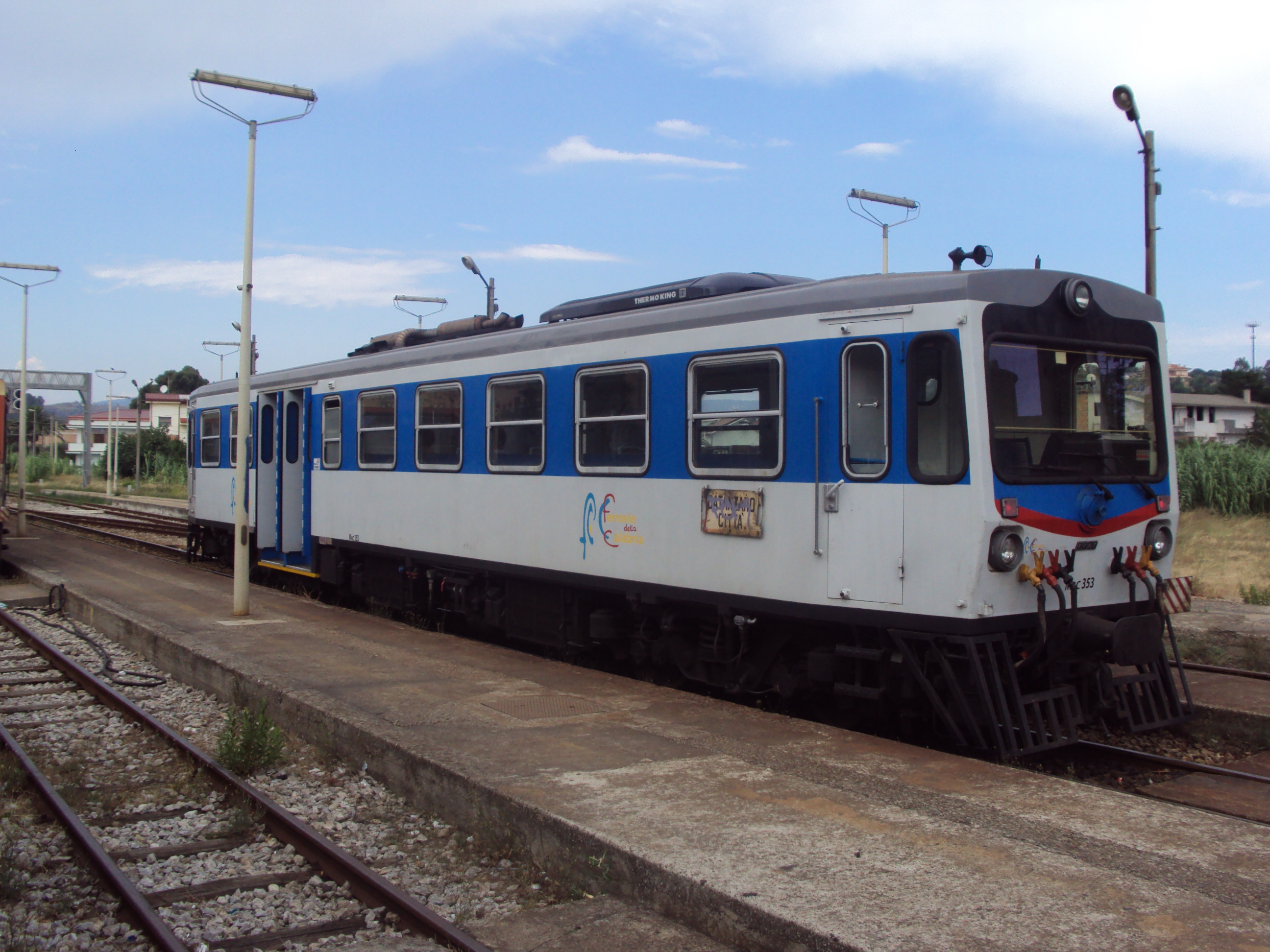
Automotrice M4c delle Ferrovie della Calabria in sosta a Catanzaro Lido

#### Automotrici delle Ferrovie dello Stato
- Automotrice FS RNe 8501
- Automotrice FS RALn 60

#### Automotrici di ferrovie in concessione
Automotrici termiche:
- Automotrice ARST ADm
- Automotrice M 1, Emmina
- Automotrice M2 serie 75
- Automotrice M2 serie 100
- Automotrice M2 serie 120
- Automotrice M2 serie 200
- Automotrice FAL-FC M4/M4c
- Automotrice FMS ALn 200
- Automotrice FCS ALn 40

Automotrici diesel-elettriche:
- Automotrice ARST ADe
- Automotrice ARST ADe serie 90
- Automotrici FCE ADe 01-03
- Automotrici FCE ADe 07-10
- Automotrici FCE ADe 11-20
- Automotrici FCE ADe 21-25
- Automotrice FCE ALn 56
- Automotrice FCE ALn 64
- Automotrice M2 serie 50
- Automotrice M4 serie 150
- Automotrice DE M4c.500

## Locomotive da manovra

### Locomotive elettriche da manovra
Mezzi di manovra elettrici, dotati di cabina motrice o unità di trazione da accoppiare
- Locomotiva FS E.321
- Locomotiva FS E.322 (rimorchio gruppo motore senza cabina per accoppiamento a E.321)
- Locomotiva FS E.323
- Locomotiva FS E.324 (rimorchio motore senza cabina per accoppiamento a E.323)

### Locomotive Diesel da manovra

#### A scartamento normale
| Numerazione | Numerazione | Anno di costruzione                                          | Rodiggio | Note                                          |
| Gruppo      | Numeri d'ordine | Anno di costruzione                                          | Rodiggio | Note                                          |
| ----------- | --- | ------------------------------------------------------------ | -------- | --------------------------------------------- |
| D.141       | D.141.1001-1029 | 1962-1964                                                    | Bo'Bo'   |                                               |
| D.143       | D.143.1001-1049 | 1966-1974                                                    | Bo'Bo'   |                                               |
| D.145       | D.145.1001-1038 D.145.2001-2062                                                                                          | 1982-1995                                                    | Bo'Bo'   |                                               |
| D.146       | D.146.0001 D.146.2001-2032                                                                                               | ? 2002-2006                                                  | Bo'Bo'   | Prototipo -                                   |
| D.147       | D.147.2001 | ?                                                            | Bo'Bo'   | Prototipo, successivamente rinumerato 147.001 |
| 206         | 206.001–010 | 1931–1935                                                    | B        |                                               |
| 207         | 207.001–071 | 1931–1935                                                    | B        |                                               |
| 208I        | 208.005...099 | 1939...1952                                                  | B        |                                               |
| 208II       | 208.4001–4006 | 1981                                                         | B        |                                               |
| 209         | 209.001, 002, 004 209.003                                                                                                | 1962, 1971 1952                                              | B        |                                               |
| 210         | 210.001–024 | 1939–1946                                                    | B        |                                               |
| 211         | 211.025–079 | 1949–1951                                                    | B        |                                               |
| 213I        | 213.901–921 | 1934...1957                                                  | B        |                                               |
| 213.4000    | 213.4001–4003 | 1982                                                         | B        |                                               |
| 214         | 214.1001–1156 214.4001–4319 214.7001–7020                                                                                | 1970–1979 1979–1986 1964–1965                                | B        |                                               |
| 215         | 215.001–015 | 1954–1956                                                    | B        |                                               |
| 216         | 216.0001–0055 | 1965–1967                                                    | B        |                                               |
| 218I        | 218.001–007 | 1954–1955                                                    | B        |                                               |
| 218II       | 218.6098 | 1971                                                         | B        |                                               |
| 225         | 225.2001–2002 225.2101–2150 225.5001–5045 225.6001–6020 225.6098–6099 225.7001–7014 225.7031–7033 225.7034 225.7051–7070 | 1955 1971–1978 1959–1961 1957 1955, 1958 1961 1966 1959–1963 | B        | – 7014 ex IMA 002 ex IMA 004–007 –            |
| 234         | 234.2001–2018 234.3001–3018 234.3099                                                                                     | 1961–1962 1961 1957                                          | C        |                                               |
| 235         | 235.0001–0017 235.3001–3018 235.3099 235.6001–6009 235.7001–7002                                                         | 1957–1958 1961 1957 1960 1957–1958                           | C        |                                               |
| D.236       | D.236.001–003 | 1942                                                         | C        | ex DR V 36                                    |
| 245         | 245.0001–0058 245.1001–1020 245.2001–2020 245.2101–2286 245.6001–6124 245.8001–8003                                      | 1964–1968 1965–1967 1966 1976–1987 1963–1969 1958–1962       | C        |                                               |
| 250         | 250.2001 | 1986                                                         | C        |                                               |
| 255         | 255.2001–2030 255.2101                                                                                                   | 1991–? 1987                                                  | C        |                                               |
| Ne 700      | Ne 700.001-004 | 1941                                                         | C        | ex English War-department                     |

#### A scartamento ridotto
- Automotore FS R.212

## Carrozze

### Carrozze passeggeri
Lista parziale dei mezzi odierni, a cui vanno aggiunti i mezzi cosiddetti "tradizionali" e i mezzi per funzioni speciali (bagagliai)
- Carrozza Tipo 1921 e derivate
- Carrozza Centoporte
- Carrozza Tipo 1931
- Carrozze FS tipo 1933 e tipo 1937
- Carrozze FS tipo 1933 a terrazzini
- Carrozza Tipo FS 1946
- Carrozza 1955R
- Carrozza Corbellini
- Carrozze FS tipo 1955 e tipo 1957
- Carrozze FS tipo 1959
- Carrozza TEE
- Carrozza UIC-Y
- Carrozza UIC-X
- Carrozza Vicinale Piano Ribassato
- Carrozza Due Piani
- Carrozza Gran Comfort
- Carrozza Eurofima
- Carrozza tipo Socimi
- Carrozza tipo M2
- Carrozza tipo M3
- Carrozza MDVC
- Carrozza MDVE
- Carrozza Z1
- Carrozza Vivalto
- Carrozza UIC-Z

### Carrozze letti
- Carrozza MU
- Carrozza T2S

### Carrozze speciali
- Carrozza Pizza Express
- Carrozza medica
- Carrozza Giubileo
- Carrozza Presidenziale
- Sleeperette
- Carrozza Cellulare K